# Brigada Azov
La 12.ª Brigada de Operaciones Especiales «Azov»  (en ucraniano: Штурмова бригада «Азов», romanizado: Shturmova bryhada "Azov") es una formación de la Guardia Nacional de Ucrania anteriormente con sede en Mariúpol, en la región costera del mar de Azov, de donde deriva su nombre. Fue fundada en mayo de 2014 como Batallón Azov (ucraniano: батальйон «Азов», romanizado: Batallón "Azov"), una milicia paramilitar voluntaria bajo el mando de Andriy Biletsky para luchar contra las fuerzas prorrusas en la guerra del Dombás. Se incorporó formalmente a la Guardia Nacional el 11 de noviembre de 2014, y se le designó como Destacamento de Operaciones Especiales "Azov" (en ucraniano: Окремий загін спеціального призначення «Азов», romanizado: Okremyi zahin pzozsialchennonia), también conocido como Regimiento Azov (ucraniano: Полк «Азов», romanizado: Polk "Azov"). En febrero de 2023, ante la invasión rusa del país, el Ministerio del Interior de Ucrania anunció que Azov se ampliaría como una brigada de la nueva Guardia Ofensiva.
Tiene su origen en el Batallón Azov, una formación militar ultra-nacionalista, calificada también como neofascista de ideología neonazi formada por varios cientos de voluntarios de Ucrania, y de varios países, entre los que destacaban los de nacionalidad croata. Algunos medios lo consideran responsable de crímenes de guerra contra ciudadanos ucranianos. El batallón utilizaba símbolos controvertidos por su asociación al neo-nazismo como la insignia Wolfsangel utilizada por las divisiones de las SS. La unidad ha sido designada grupo terrorista por Rusia desde agosto de 2022.
El tamaño del regimiento se estimó en alrededor de 900 a 2500 combatientes en 2017-2022. La mayoría de los miembros de la unidad son hablantes de ruso de las regiones de habla rusa de Ucrania. También incluye miembros de otros países. A raíz de la invasión rusa de Ucrania en 2022, el regimiento ganó renovada atención, ya que una de las razones dadas por el presidente ruso Vladímir Putin para la invasión fue la "desnazificación" de Ucrania, para eliminar el supuesto control que mantienen fuerzas de derecha como Azov en Ucrania. Durante el sitio de Mariúpol, el regimiento desempeñó un papel destacado en la defensa de la ciudad e hizo su última resistencia en la planta siderúrgica de Azovstal. El sitio terminó cuando un número significativo de combatientes del regimiento, incluido el comandante del regimiento, Denys Prokopenko, se rindió a las fuerzas rusas por orden del alto mando ucraniano.

## Historia

### Antecedentes y fundación
Según el investigador antifascista Vyacheslav Likhachev, Azov tenía muchas raíces. Por ejemplo, el activista judío Nathan Khazin ha descrito la formación de un grupo de alrededor de 26 activistas en el movimiento Automaidan en 2013 que, según dijo, formaron la columna vertebral de Azov,  mientras que otras fuentes enfatizan la presencia de exactivistas de Patriota de Ucrania.
Según Katerina Sergatskova en Hromadske, partes del Batallón Azov tenían sus raíces en un grupo de ultras del F. C. Metalist Járkov llamado "Sect 82" (1982 es el año de la fundación del grupo) acusado de inclinaciones nazis. A fines de febrero de 2014, durante la crisis ucraniana de 2014, cuando un movimiento separatista estaba activo en Járkov, la Sect 82 ocupó el edificio de la administración regional del Óblast de Járkov en Járkov y sirvió como una "fuerza de autodefensa" local. Poco después, una empresa de la Policía Patrullera Especiales de Ucrania llamada "Cuerpo del Este" se formó sobre la base del Sect 82, que se uniría a Azov en 2015.

La insignia de la manga del "Cuerpo Negro", utilizada inicialmente por Azov.

En febrero de 2014, Andriy Biletsky, activista político de extrema derecha, fundador y líder de la organización Patriota de Ucrania y de la Asamblea Nacional Social (ANS) relacionada, que había sido detenido previamente en 2011 acusado de robo y asalto, aunque su caso nunca había llegado a los tribunales, fue puesto en libertad después de que el nuevo gobierno lo considerara un preso político del anterior gobierno de Yanukóvich. Después de regresar a Járkov, reunió a algunos activistas de Patriota de Ucrania, ANS, el movimiento AutoMaidan y algunos grupos ultras, y formó una pequeña milicia para ayudar a las fuerzas de seguridad locales contra el movimiento local prorruso en la ciudad. La milicia de Biletsky, y más tarde el batallón, era conocida como el "Cuerpo Negro" (ucraniano: Чорний Корпус, romanizado: Chorny Korpus), y los medios de comunicación ucranianos los apodaron como los "hombres de negro" u "hombrecitos negros", promocionados como la versión ucraniana de los hombrecitos verdes de Rusia debido a su secretismo y misterio, así como a su uso de uniformes y máscaras completamente negros en Járkov y más tarde en Mariúpol. Durante marzo de 2014, cuando empeoraron los disturbios en Járkov, el Servicio de Seguridad de Ucrania y la Militsiya se retiraron de la ciudad, el "Cuerpo Negro" comenzó a patrullar las calles, protegiendo a los activistas pro-ucranianos y atacando a los prorrusos. El 14 de marzo, miembros de la organización militante prorrusa "Oplot" (que luego se convertiría en un batallón militar separatista, y el jefe de la rama de Donetsk, Aleksandr Zajárchenko, se convertiría en Jefe de la República Popular de Donetsk) y de la Anti-movimiento Maidán, intentó asaltar la sede local de Patriota de Ucrania. El Cuerpo Negro tomó represalias con armas automáticas y la situación se convirtió en un tiroteo entre los dos grupos, que provocó dos muertos en el lado prorruso. En ese momento, el "Cuerpo Negro" tenía alrededor de 60 a 70 miembros, en su mayoría con armas ligeras.
En abril, durante las fases iniciales de la guerra del Dombás, las Fuerzas Armadas de Ucrania sufrieron una serie de derrotas y reveses contra los separatistas, ya que estaban mal preparados, mal equipados, carentes de profesionalismo, moral y espíritu de lucha, y con severa incompetencia en el alto mando. Debido a esto, muchos civiles crearon milicias y grupos paramilitares, conocidos como "batallones de voluntarios", para combatir a los separatistas por iniciativa propia.

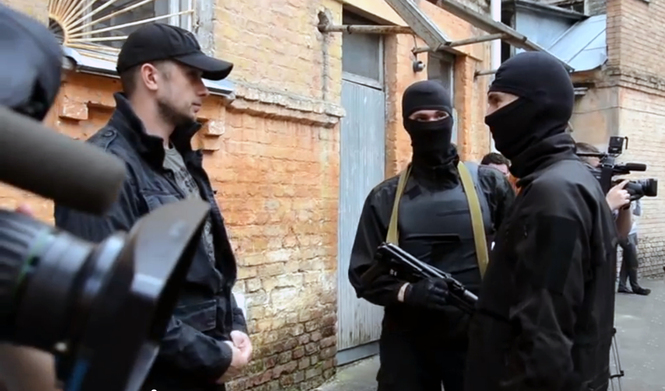
Andriy Biletsky con voluntarios de "Azov", junio de 2014. En ese momento, el grupo de Azov era conocido como el "Cuerpo Negro" y los "Hombrecitos Negro" debido a sus máscaras y uniformes totalmente negros.

A medida que se deterioraba la situación en Dombás, el 13 de abril de 2014, el ministro del Interior Arsén Avákov emitió un decreto que autorizaba la creación de nuevas fuerzas paramilitares de hasta 12 000 miembros. El antiguo Cuerpo Negro se basó inicialmente en Járkov, donde se les asignó la tarea de defender la ciudad contra un posible levantamiento prorruso, pero a medida que la situación en la ciudad disminuyó y se calmó, se desplegaron más al sur para ayudar en el esfuerzo de guerra. Luego fueron aprobados por el Ministerio del Interior de Ucrania como una unidad de "Policía de Patrulla de Tareas Especiales" y se conocieron oficialmente como el Batallón "Azov", que se formó oficialmente el 5 de mayo de 2014 en Berdiansk.
Inicialmente, la milicia se financiaba principalmente independientemente del estado, con el multimillonario y oligarca judío-ucraniano Íhor Kolomoiski como su principal financista. Cuando el subcomandante de Azov, Ihor Mosiychuk, hizo comentarios antisemitas sobre Kolomoisky, fue destituido. Entre otros de los primeros patrocinadores del batallón se encontraban Oleh Lyashko, miembro de la Rada Suprema, Dmytro Korchynsky, el empresario Serhiy Taruta y el ministro del Interior Arsén Avákov. El batallón recibió entrenamiento cerca de Kiev de instructores con experiencia en las Fuerzas Armadas de Georgia.

### Policía de Patrulla de Tareas Especiales
El batallón tuvo su bautismo de fuego en Mariúpol en mayo de 2014, donde participó en combate durante la Primera Batalla de Mariúpol como parte de la contraofensiva para recuperar la ciudad de los separatistas de la autoproclamada República Popular de Donetsk (RPD). El 13 de junio, junto con el batallón de la Policía de Patrulla de Tareas Especiales Dnipro-1, recuperaron edificios clave y fortalezas ocupadas por los separatistas, matando al menos a 5 separatistas y destruyendo un vehículo blindado BRDM-2 enemigo y un camión blindado durante la batalla. Después de la batalla, Azov permaneció como guarnición en Mariúpol durante un tiempo, donde se les asignó la tarea de patrullar la región alrededor del mar de Azov para evitar el tráfico de armas desde Rusia a manos separatistas, y se reubicaron brevemente en Berdiansk. El 10 de junio, el batallón destituyó al subcomandante Yaroslav Honchar y se distanció de él después de que hiciera declaraciones en las que criticaba los saqueos y el libertinaje en el batallón Azov. Igor Mosiychuk se convirtió en subcomandante.
El 10 y 11 de agosto de 2014, el batallón Azov, junto con el batallón Shakhtarsk, el batallón Dnipro-1 y el ejército ucraniano, apoyaron un asalto a la ciudad de Ilovaisk encabezado por el batallón Dombás. La actuación de Azov fue criticada por compañeros del batallón Dombás y por un informe posterior de la comisión de la Rada Suprema sobre los fracasos de la Batalla de Ilovaisk, que criticó a Azov por llegar con poco personal y tarde a la batalla, y por no cubrir los flancos de otras fuerzas. Durante el asalto inicial, Azov sufrió grandes pérdidas. El batallón Azov ayudó a limpiar la ciudad de separatistas y reforzó las posiciones ucranianas. Sin embargo, a finales de agosto fueron reasignados a la guarnición de Mariúpol, cuando se vio un destacamento de tropas de las Fuerzas Armadas Rusas moviéndose hacia Novoazovsk, a 45 km de Mariúpol. Posteriormente, las fuerzas separatistas en Ilovaisk fueron reforzadas por tropas de las Fuerzas Armadas Rusas, que rodearon a las fuerzas ucranianas en la ciudad y las derrotaron. El comandante del batallón Dombás, Semén Seménchenko, acusó más tarde al ejército y al gobierno ucranianos de abandonarlos deliberadamente por razones políticas, citando la retirada de los batallones Azov y Shakhtarsk como un intento de iniciar luchas internas entre los batallones de voluntarios.

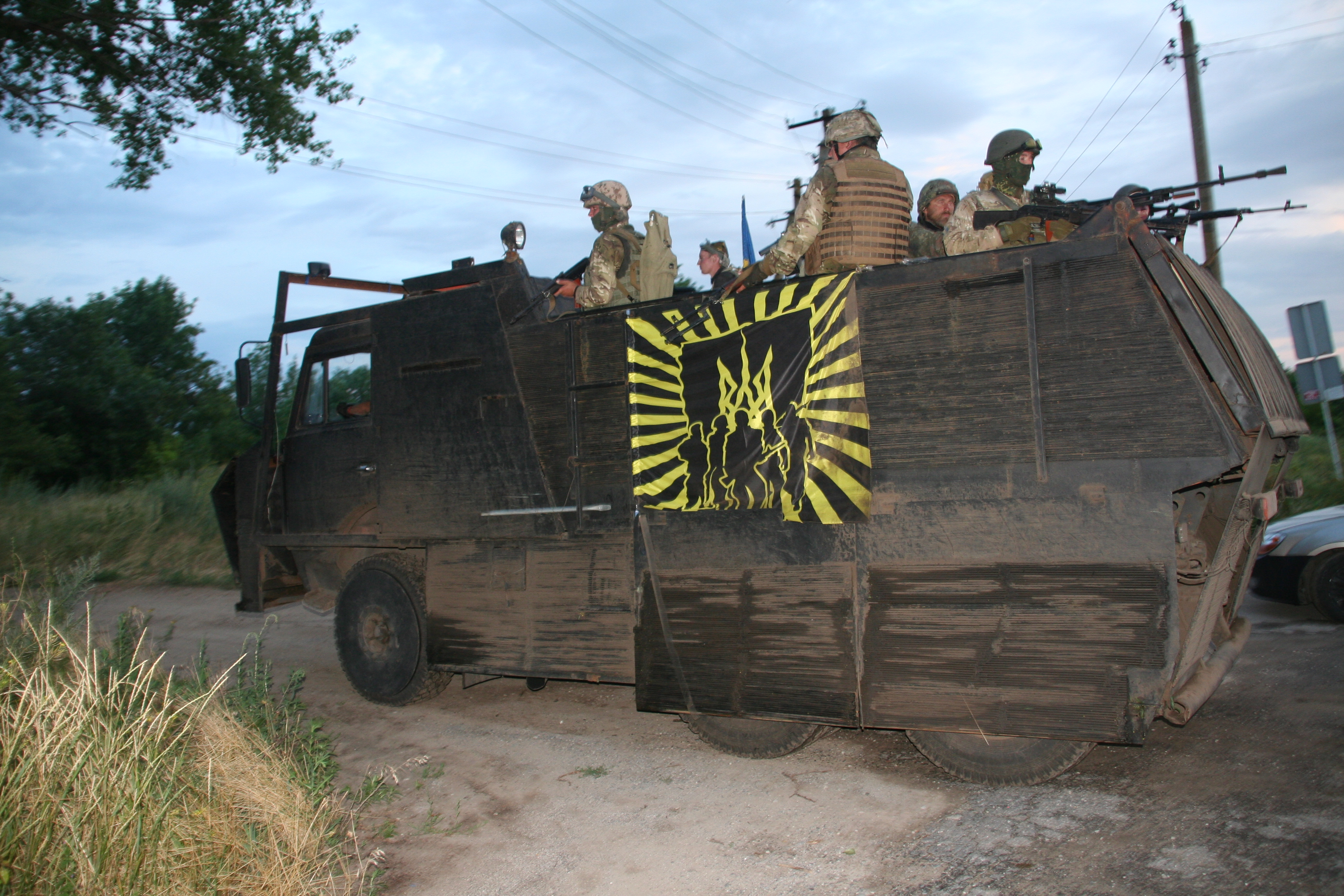
Soldados de Azov patrullando en un vehículo blindado improvisado, 2014.

En la Batalla de Novoazovsk del 25 al 28 de agosto de 2014, al batallón Azov y las fuerzas ucranianas no les fue mucho mejor, ya que fueron empujados hacia atrás por la potencia de fuego superior de los tanques y vehículos blindados de los separatistas y los rusos.
El 11 de agosto de 2014, otro destacamento del batallón Azov, respaldado por paracaidistas ucranianos, capturó Marinka de los rebeldes prorrusos y entró en los suburbios de Donetsk, enfrentándose a combatientes de la República Popular de Donetsk.
Con Novoazovsk capturado, los separatistas comenzaron a preparar una segunda ofensiva contra Mariúpol. A principios de septiembre de 2014, el batallón Azov participó en la Segunda Batalla de Mariúpol. Mientras las fuerzas separatistas se acercaban a la ciudad, el Batallón Azov estaba a la vanguardia de la defensa, proporcionando reconocimiento alrededor de los pueblos de Shyrokyne y Bezimenne, ubicados a unos pocos kilómetros al este de Mariúpol. Al mismo tiempo, Azov comenzó a entrenar a los ciudadanos de Mariúpol en autodefensa y a organizar milicias populares para defender la ciudad. Los separatistas pudieron avanzar mucho en Mariúpol, llegando a los suburbios exteriores y acercándose a cinco kilómetros de la ciudad. Pero una contraofensiva de la noche a la mañana del 4 de septiembre lanzada por Azov y las Fuerzas Armadas empujó a las fuerzas de la RPD fuera de la ciudad.

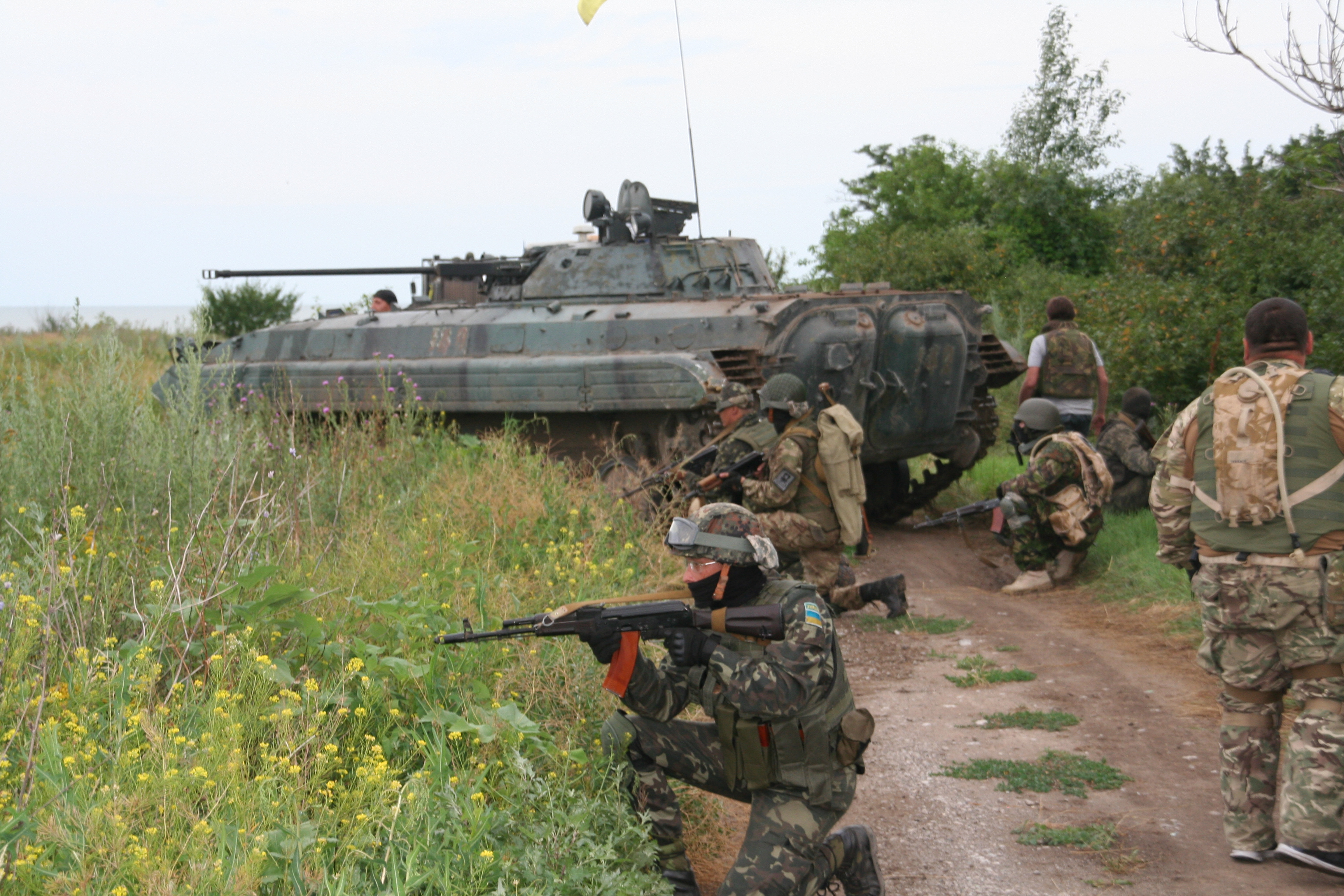
Soldados de Azov tomando posición cerca de un vehículo de combate de infantería BMP-2 en julio de 2014 durante la guerra del Dombás.

Con respecto al alto el fuego acordado el 5 de septiembre, el comandante de Azov, Andriy Biletsky, declaró: "Si fue un movimiento táctico, no tiene nada de malo [...] si es un intento de llegar a un acuerdo sobre suelo ucraniano con los separatistas, entonces obviamente es una traición". En ese momento, Azov tenía 500 miembros.

### Reorganización y la Guardia Nacional
En septiembre de 2014, el Batallón Azov se reorganizó y pasó de ser un batallón a un regimiento, y el 11 de noviembre, el regimiento fue inscrito oficialmente en la Guardia Nacional de Ucrania. Esto fue parte de cambios de política más amplios por parte del gobierno ucraniano de integrar batallones de voluntarios independientes bajo las Fuerzas Terrestres de Ucrania o la Guardia Nacional en la cadena de mando formal de la Operación Antiterrorista (OAT). El ahora Regimiento Azov fue designado como "Unidad Militar 3057" y oficialmente llamado Destacamento de Operaciones Especiales "Azov".
Luego de su inscripción oficial en la Guardia Nacional, Azov recibió fondos oficiales del Ministerio del Interior de Ucrania y otras fuentes (se cree que de los oligarcas ucranianos). Alrededor de este tiempo, Azov comenzó a recibir mayores suministros de armas pesadas. El fundador de Azov, Andriy Biletsky, dejó el batallón en octubre de 2014 y su influencia se disipó posteriormente.
El 14 de octubre de 2014, los militares de Azov participaron en una marcha para conmemorar el 72.º aniversario del Ejército Insurgente Ucraniano (EIU) en Kiev, organizada por el Sector Derecho. Y el 31 de octubre de 2014, el subcomandante del Batallón Azov, Vadym Troyan, fue nombrado jefe de policía del óblast (provincia) de Kiev (esta fuerza policial no tiene jurisdicción sobre la ciudad de Kiev).

### Batalla de Shyrokyne

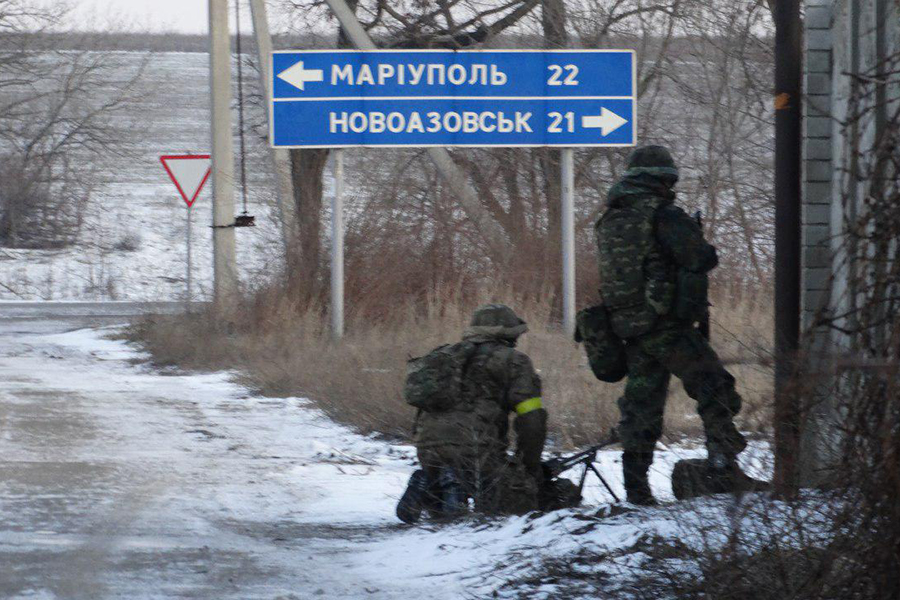
Fuerzas de Azov moviéndose durante la Batalla de Shyrokyne en 2015.

El 24 de enero de 2015, Mariúpol fue objeto de un bombardeo indiscriminado con cohetes por parte de los separatistas, que dejó 31 muertos y 108 heridos. El 28 de enero, dos miembros de Azov murieron en un bombardeo de un puesto de control en la parte oriental de Mariúpol. Ambos ataques se realizaron desde un área cercana al pueblo de Shyrokyne, 11 km al este de Mariúpol, donde hubo un importante movimiento de tropas separatistas en la región, lo que avivó los temores de una tercera ofensiva contra Mariúpol.
En febrero de 2015, el Regimiento Azov respondió encabezando una ofensiva sorpresa contra los separatistas en Shyrokyne. El objetivo era crear una zona de amortiguamiento para evitar más bombardeos en Mariúpol y hacer retroceder a las fuerzas separatistas a Novoazovsk. El ataque del Regimiento Azov fue reforzado por el Ejército de Ucrania y las Fuerzas de Asalto Aéreo, así como el Batallón Dombás de la Guardia Nacional y los batallones de voluntarios independientes Cuerpo de Voluntarios de Ucrania y el checheno musulmán Batallón Sheikh Mansur.
En febrero de 2015, después de atravesar las líneas de la República Popular de Donetsk, el Regimiento Azov logró capturar rápidamente las ciudades de Shyrokyne, Pavlopil y Kominternove, y comenzó a avanzar hacia Novoazovsk. Las fuerzas ucranianas fueron detenidas en la ciudad de Sakhanka, donde los separatistas mantuvieron la línea utilizando artillería pesada y vehículos blindados. El 12 de febrero de 2015, los separatistas lanzaron una contraofensiva total que resultó en grandes pérdidas para Azov.  Azov y el resto de las fuerzas ucranianas se retiraron de Sakhanka a Shyrokyne. El 12 de febrero de 2015, ambas partes del conflicto firmaron el alto el fuego de Minsk II y el territorio alrededor de Shyrokyne fue declarado parte de una zona de amortiguamiento desmilitarizada propuesta. Sin embargo, los rebeldes de la RPD no consideraron el combate en la aldea como parte del alto el fuego, mientras que Biletsky vio el alto el fuego como "apaciguar al agresor". En las semanas siguientes, continuaron los combates entre Azov y los separatistas, lo que preocupó a algunos analistas de que pudiera poner en peligro el acuerdo de Minsk II. La situación en Shyrokyne se estancó: ambos bandos reforzaron sus posiciones y construyeron trincheras. En las semanas siguientes, Azov y las fuerzas de la RPD intercambiaron fuego y bombardeos de artillería con un tira y afloja sobre el control de las líneas del frente y las aldeas. Como resultado, el pueblo de Shyrokyne fue destruido casi por completo.
El 1 de julio de 2015, los separatistas se retiraron de Shyrokyne. El líder separatista Denis Pushilin declaró que se estaban retirando como un "acto de buena voluntad" para cumplir con los acuerdos de Minsk II. Sin embargo, Biletsky afirmó que la acción fue el resultado de que los separatistas sufrieron muchas bajas y no pudieron sostener su operación.
El 29 de julio de 2015, los combatientes del Regimiento Azov y el Batallón Dombás en Shyrokyne fueron retirados del frente y reemplazados por una unidad de la Infantería de Marina de Ucrania. La decisión de sacarlos del pueblo fue recibida con protestas de los residentes de la cercana Mariúpol, quienes temían que la retirada llevaría a los separatistas rusos a retomar rápidamente el pueblo y bombardear la ciudad nuevamente.

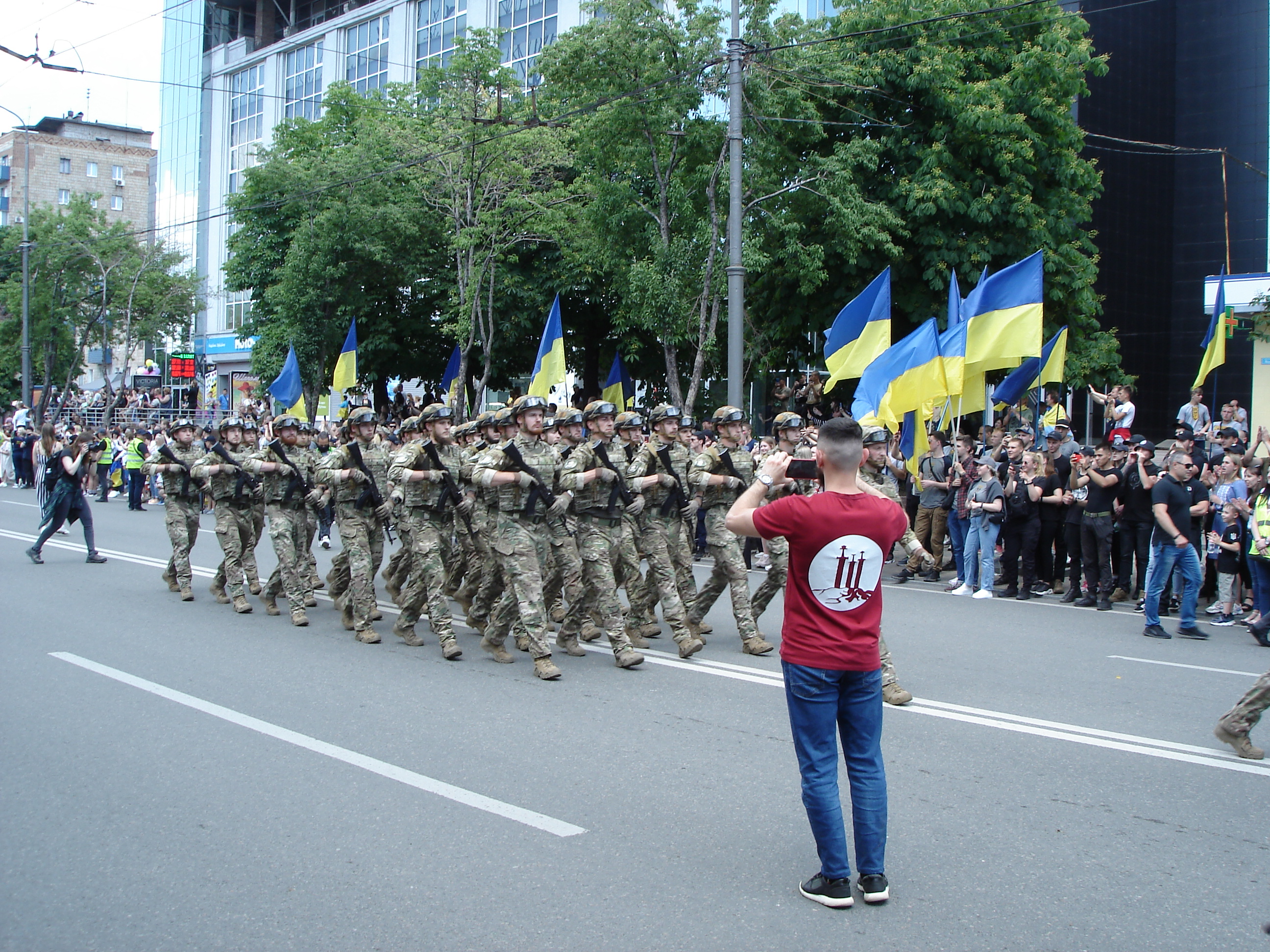
Soldados de Azov en un desfile militar en Mariúpol, 2021.

En agosto de 2015, el gobierno ucraniano retiró todos los batallones de voluntarios, incluido Azov, del frente alrededor de Mariúpol, reemplazándolos con unidades militares regulares. La base principal del Batallón se convirtió en una villa junto al mar en Urzuf, un pueblo en el óblast de Donetsk. El 1 de octubre de 2015, el Cuerpo Civil de Azov se unió al Bloqueo de Crimea. La acción fue iniciada por el Mejlis del pueblo tártaro de Crimea el 20 de septiembre como una obstrucción masiva del tráfico de transporte que se dirigía a la Crimea rusa para protestar por la anexión rusa de Crimea. A los tártaros pronto se unieron otros grupos activistas antirrusos, como el Cuerpo Civil de Azov. Los paramilitares del Regimiento Azov y del Cuerpo de Voluntarios de Ucrania del Sector Derecho ayudaron a brindar seguridad a los activistas.

### 2016–2019
El 27 de abril de 2016, 300 soldados y vehículos blindados ligeros del regimiento fueron asignados a Odesa para salvaguardar el orden público después de que el gobernador del óblast, Mijeíl Saakashvili, escribiera en las redes sociales sobre una serie de ataques prorrusos "titushki" contra civiles. En 2017, el tamaño del regimiento se estimó en más de 2500 miembros.
En 2019, el Regimiento Azov pasó ocho meses en el frente en Svitlodarsk, luego de más de tres años de estar retirado del frente. En junio de 2019, para conmemorar el quinto aniversario de la victoria de Ucrania en la batalla de Mariúpol, hubo un desfile militar compuesto por miembros del Regimiento Azov, la Guardia Nacional de Ucrania, la Policía Nacional de Ucrania y el Servicio Estatal de Guardia Fronteriza de Ucrania.

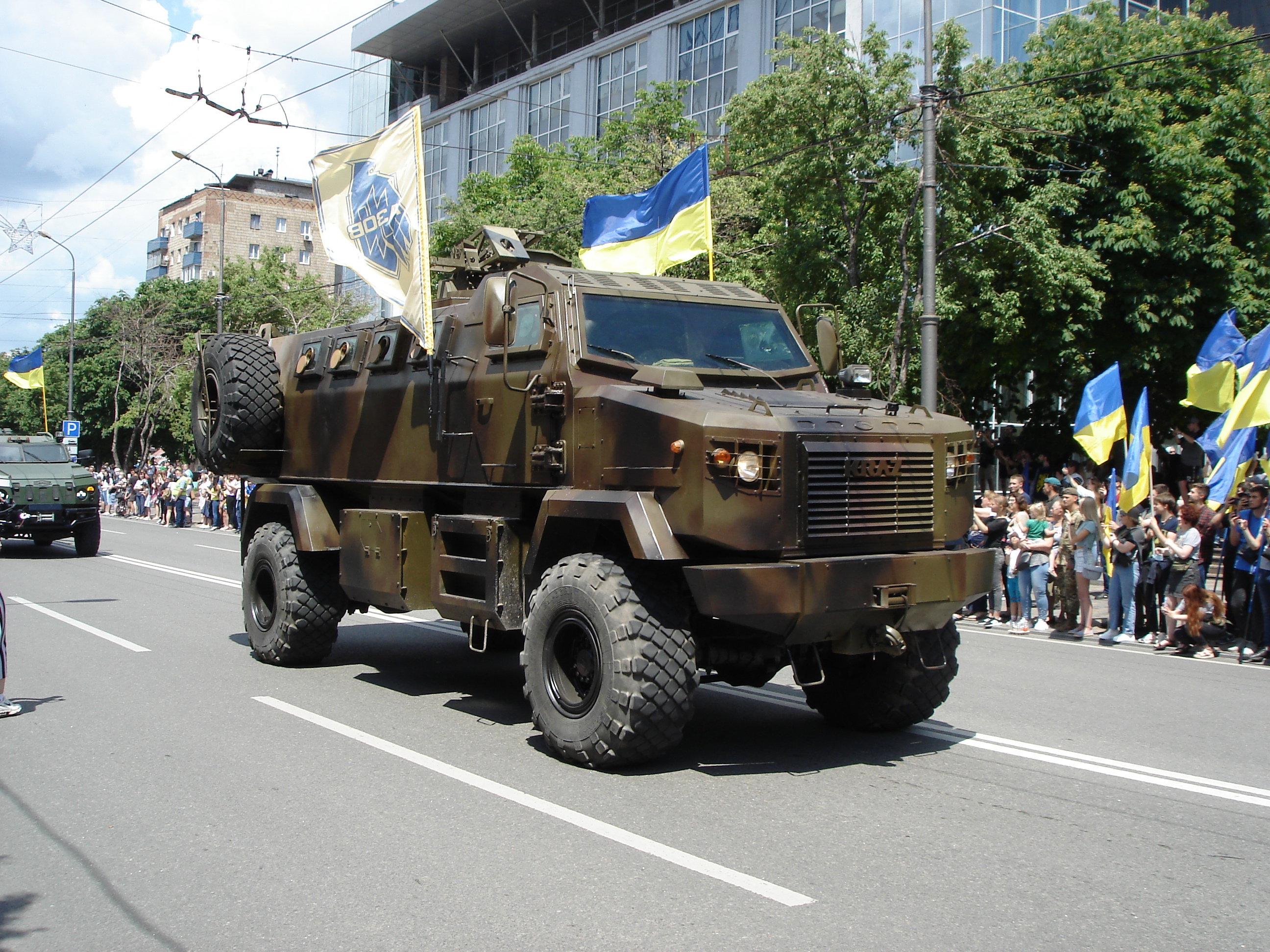
Azov desfilando un KrAZ Shrek MRAP en 2021.

### 2022 invasión rusa de Ucrania
El Regimiento Azov recuperó la atención durante la invasión rusa de Ucrania en 2022. Antes del conflicto, Azov fue objeto de una guerra de propaganda: Rusia usó la incorporación oficial del regimiento a la Guardia Nacional de Ucrania como una de las pruebas de su intento por retratar al gobierno y el ejército ucranianos bajo control de los nazis, con la "desnazificación" como un casus belli clave. El regimiento, por otro lado, se destacó por su capacidad de autopromoción, produciendo videos de alta calidad de sus ataques con drones y otras actividades militares; El Daily Telegraph lo llamó una "máquina publicitaria bien engrasada". Otros han notado cómo su participación en la guerra y la defensa de Mariúpol han aumentado su notoriedad nacional e internacional y la popularidad de la unidad. La destrucción del regimiento ha estado entre los objetivos de guerra de Moscú.
En marzo, France 24 describió al Regimiento Azov como "en el corazón de la guerra de propaganda" entre Rusia y Ucrania. France 24 informó que Azov publicó reclamos de victoria en Telegram que "a menudo van acompañados de videos de tanques rusos en llamas" y llamó a los rusos "los verdaderos fascistas". Vyacheslav Likhachev, analista del Centro ZMINA para los Derechos Humanos en Kiev, afirmó que durante la guerra, Azov opera de la misma manera que otros regimientos, "pero con mejores relaciones públicas".
En enero de 2023, Meta decidió que Azov no debería ser considerada como una "organización peligrosa", lo que significa que los usuarios de Facebook, Instagram y WhatsApp pueden publicar contenido sobre el Regimiento Azov y sus miembros sin censura.

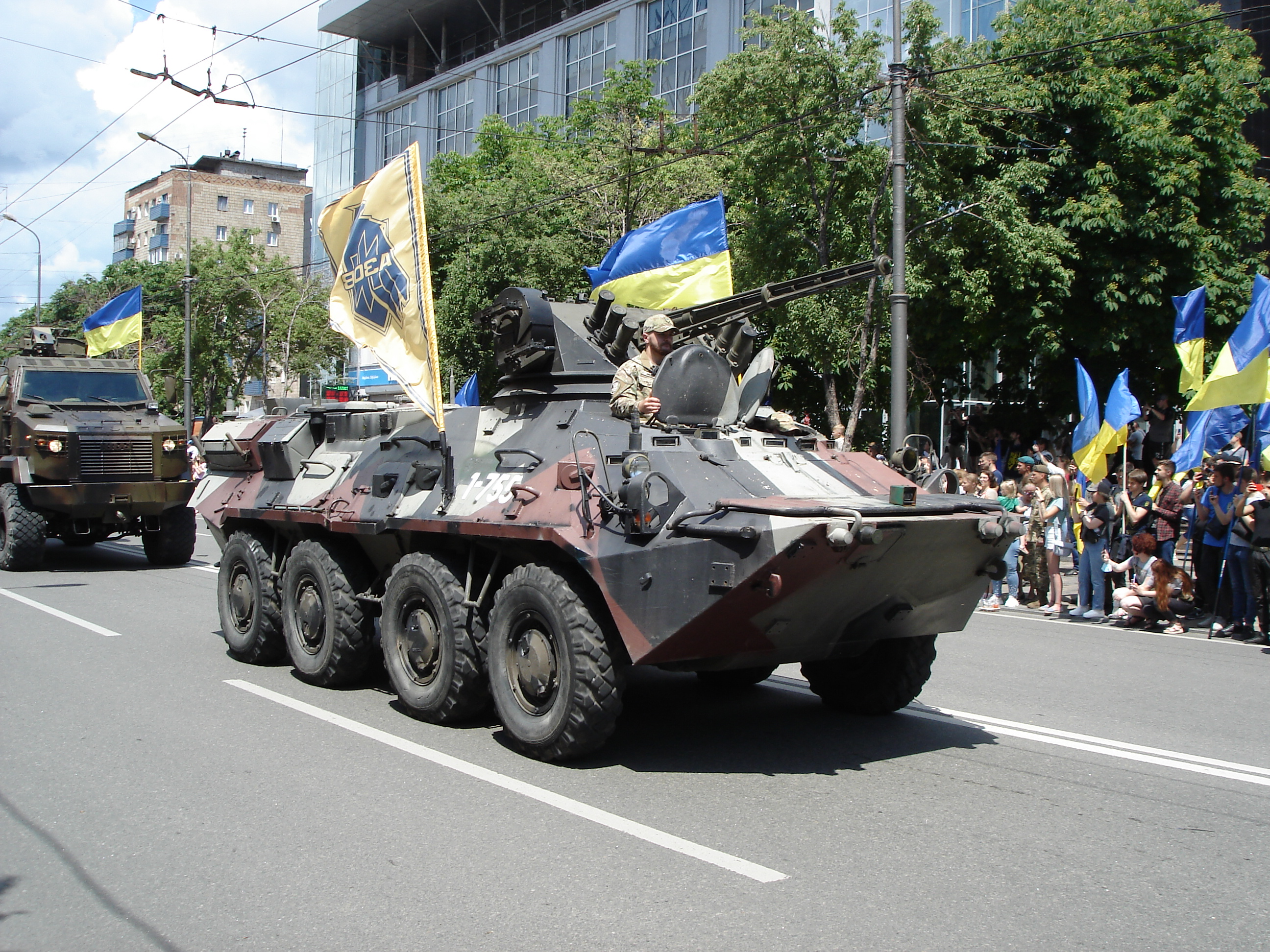
Azov exhibiendo un vehículo blindado de transporte de personal BTR-3 en 2021.

#### Defensa de Mariúpol
La mayor parte del Regimiento Azov estaba estacionado en Mariúpol al comienzo de la invasión. En marzo de 2022, Deutsche Welle informó que el regimiento era la unidad principal que defendía a Mariúpol en el sitio de Mariúpol. A medida que avanzaba la batalla, Azov se hizo notable por su feroz defensa de la ciudad. Por ejemplo, PBS lo llamó "una fuerza voluntaria experimentada que se considera ampliamente como una de las unidades más capaces del país". El 19 de marzo de 2022, el presidente Volodímir Zelenski otorgó el título de Héroe de Ucrania al comandante de Azov en Mariúpol, el teniente coronel Denys Prokopenko.
El 9 de marzo, Rusia llevó a cabo un ataque aéreo contra un hospital de maternidad, matando a varios civiles, y justificó el bombardeo por la supuesta presencia de tropas de Azov en el edificio; de manera similar, el 16 de marzo, el teatro de Mariúpol, que albergaba a civiles, fue bombardeado, Rusia acusó a Azov de haberlo perpetrado, tratando de incriminar a Rusia por ello. Mientras los civiles huían de la ciudad, los puestos de control rusos detuvieron a los hombres y los desnudaron en busca de tatuajes que los identificaran como miembros Azov. Se interrogaba a los refugiados en "centros de filtración" si tenían alguna afiliación con Azov o si conocían a alguien en el regimiento. El 22 de marzo, el cuartel general militar de Azov en el distrito norte de Kalmiuskyi fue capturado por soldados rusos y de la RPD, aunque ya estaba abandonado.

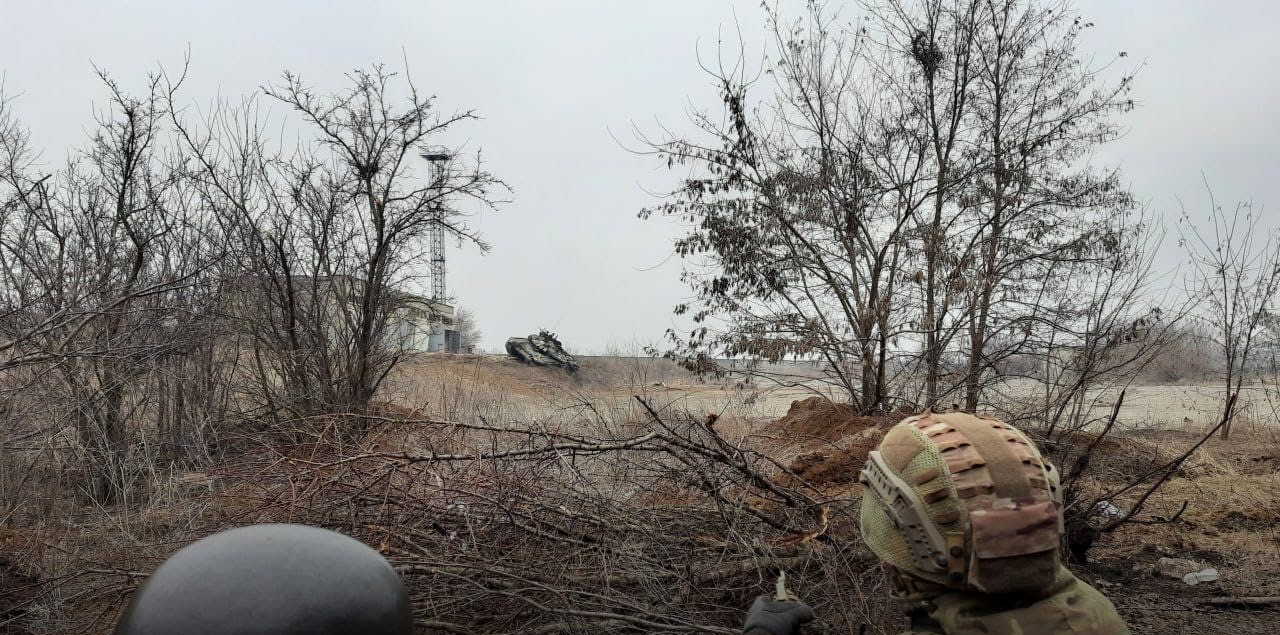
Soldados de Azov atacando un tanque ruso en Mariúpol.

A principios de abril, el Regimiento Azov, junto con otras fuerzas locales ucranianas, comenzó a retirarse a la fábrica de hierro y acero de Azovstal, una enorme acería de la era soviética construida para resistir los ataques militares y los bombardeos. La unidad se asoció de manera prominente con Azovstal; su fundador Andriy Biletsky llamó al complejo industrial "la fortaleza de Azov". El 11 de abril de 2022, el regimiento acusó a las fuerzas rusas de utilizar "una sustancia venenosa de origen desconocido" en Mariúpol. Las acusaciones, sin embargo, no han sido confirmadas por verificadores de hechos y organizaciones independientes. Más tarde, en abril, los focos restantes de resistencia ucraniana dentro de la ciudad, que consisten en la 36.ª Brigada de Infantería de Marina de Ucrania, la Guardia Nacional que no pertenece a Azov y los destacamentos del puerto marítimo de la Policía Nacional y la Guardia Fronteriza, llevaron a cabo operaciones para penetrar en Azovstal, mientras que los miembros de Azov realizaron operaciones de apoyo y rescate para asistirlos.
El 21 de abril, la mayoría de las fuerzas ucranianas en Mariúpol tenían su base en Azovstal. El 21 de abril, Vladímir Putin declaró oficialmente que Mariúpol había sido "liberada" y ordenó a sus fuerzas que no asaltaran el complejo, sino que lo bloquearan. No obstante, los días siguientes fueron testigos del bombardeo de Azovstal. También había civiles refugiados en el complejo.
El 3 de mayo, las fuerzas rusas en Mariúpol reiniciaron sus ataques contra Azovstal. Al día siguiente se informó que los rusos habían irrumpido en la planta.
A principios de mayo de 2022, se produjeron protestas en Kiev, organizadas por las familias de las tropas de Azov, los infantes de marina ucranianos y otros soldados. Kateryna Prokopenko, la esposa de Denys Prokopenko, el comandante principal de Azov, desempeñó un papel importante en estas manifestaciones, que fueron disueltas por la policía. Estas protestas acusaron al gobierno ucraniano y a la comunidad internacional de no hacer lo suficiente para ayudar a los soldados heridos que se encontraban en la acería de Azovstal. En una declaración a la prensa el 8 de mayo de 2022 desde la acería, las principales figuras del regimiento declararon que no se rendirían. Criticaron al gobierno ucraniano por negociar con Rusia, así como a los países que se negaron a suministrar armas a Azov en años anteriores. En esta conferencia de prensa, Svyatoslav Palamar, segundo al mando en Mariúpol, acusó a los políticos ucranianos de cinismo por no haber visitado Azovstal. Afirmó que el regimiento no podía estar 100% seguro de que todos los civiles hubieran sido evacuados debido a la falta de equipo y al hecho de que no habían sido asistidos por organizaciones especializadas. Palamar dijo que durante la evacuación de civiles, 3 soldados de Azov habían muerto y uno resultó herido, y dijo que las críticas hacia las tropas sobre la velocidad de la evacuación eran "extremadamente dolorosas". Una trabajadora de la fábrica de Azovstal que había permanecido en un búnker debajo de la fábrica durante dos meses antes de su evacuación le dijo a Deutsche Welle que, contrariamente a los informes de los medios rusos, los soldados en Azovstal no los obligaron a permanecer en contra de su voluntad, sin embargo, se volvió cada vez más inseguro salir debido a los constantes bombardeos.

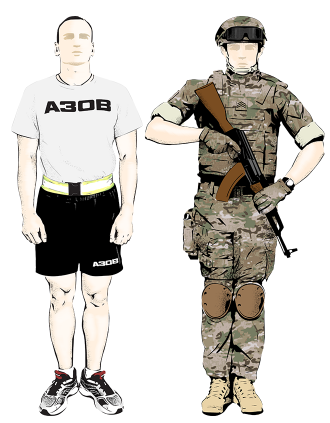
Uniformes del Regimiento Azov. A la izquierda hay un uniforme de entrenamiento físico y a la derecha un uniforme de combate multicam.

El 10 de mayo de 2022, el Regimiento Azov publicó imágenes en su página de Telegram de lo que dijo eran sus soldados heridos en los búnkeres de Azovstal. Estas imágenes mostraban graves heridas de metralla y, en algunos casos, miembros amputados que los soldados no pudieron tratar adecuadamente. Pidieron una evacuación inmediata donde estos soldados pudieran recibir asistencia médica. En una entrevista con el Kyiv Post, un soldado del Regimiento Azov repitió este llamado, alegando que había sido torturado y presenciado asesinatos a manos de separatistas rusos cuando había sido capturado en un combate anterior.
El 17 de mayo de 2022, las negociaciones, que incluyeron mediadores de las Naciones Unidas y el Comité Internacional de la Cruz Roja (CICR), lograron poner fin al sitio de Azovstal y establecer un corredor humanitario. El 16 de mayo, el Estado Mayor ucraniano anunció que la guarnición de Mariúpol, incluidos los restos del regimiento Azov estacionado en Mariúpol, habían "cumplido su misión de combate" y que habían comenzado las evacuaciones de la fábrica de acero Azovstal. Siguiendo las órdenes del alto mando, en los días siguientes, los miembros de Azov en Azovstal, incluido el comandante del regimiento Denys Prokopenko, se rindieron a las fuerzas rusas entre ~2 500 soldados ucranianos de la planta y fueron llevados al territorio controlado por Rusia en la República Popular de Donetsk. El CICR registró a las tropas rendidas como prisioneras de guerra a pedido de ambas partes, recopilando información para contactar a sus familias. Fuentes ucranianas y rusas hacen declaraciones contradictorias sobre el futuro de los combatientes entregados, desde intercambios preestablecidos con prisioneros de guerra rusos con el apoyo de organizaciones humanitarias internacionales, hasta enjuiciamiento penal en Rusia por cargos de crímenes de guerra y terrorismo. Como informó el Wall Street Journal, según el jefe de personal de Azov el 18 de mayo, Ucrania había propuesto un intercambio de prisioneros con los heridos más graves, pero Rusia había respondido a "todos o nadie".

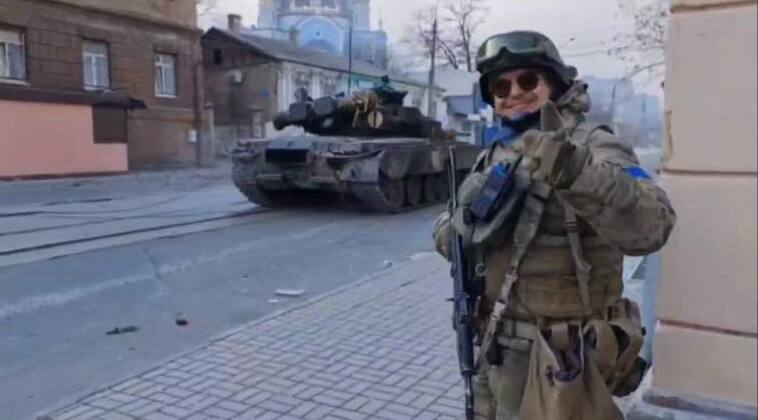
Un miembro del Batallón Azov posando cerca de un tanque durante el asedio de Mariupol

El secretario de prensa de Rusia, Dmitri Peskov, dijo que el presidente ruso, Vladímir Putin, había garantizado que los combatientes que se rindieran serían tratados "de acuerdo con los estándares internacionales", mientras que el presidente ucraniano, Volodímir Zelenski, dijo en un discurso que "el trabajo de traer a los jóvenes a casa continúa, y este trabajo necesita delicadeza y tiempo". Destacados legisladores rusos, Anatoly Wasserman y Viacheslav Volodin, pidieron al gobierno que niegue los intercambios de prisioneros a los miembros del Regimiento Azov y que los juzgue en Rusia como "criminales de guerra nazis". Leonid Slutski sugirió levantar la moratoria sobre las sentencias de muerte en Rusia para permitir la ejecución de los combatientes de Azov que se rindieron. Según la profesora de derecho internacional de los derechos humanos Christina Binder de la Universidad Bundeswehr de Múnich, a pesar de que Rusia abandonó el Consejo de Europa en marzo de 2022, sus disposiciones son efectivas por 6 meses adicionales. Esto deja abierta la posibilidad de un caso en el Tribunal Europeo de Derechos Humanos en el caso de tortura y ejecución de combatientes del Batallón Azov hasta septiembre de 2022.

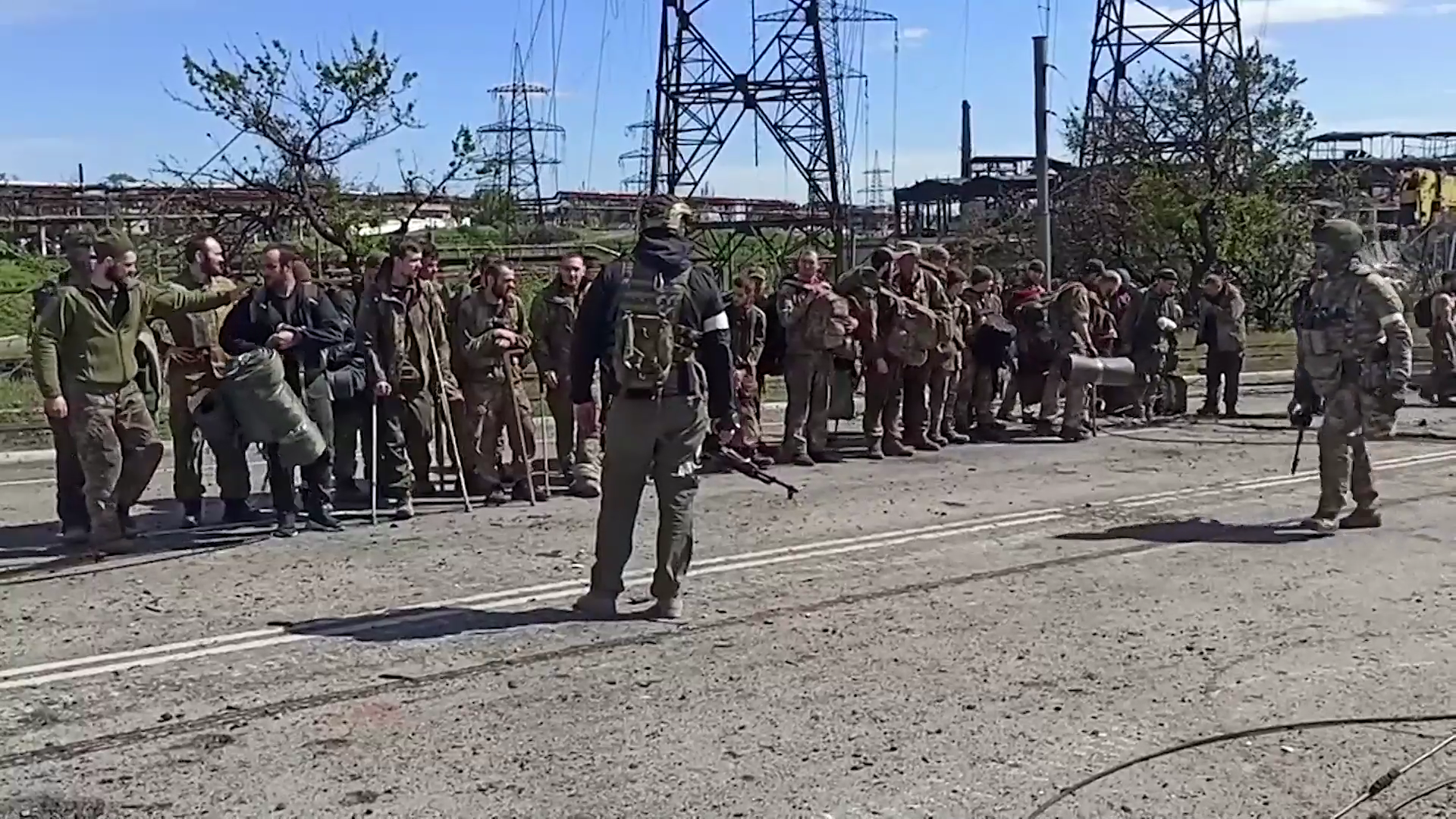
Soldados rendidos de Azov y otras unidades ucranianas después del sitio de Mariúpol.

Amnistía Internacional emitió un comunicado en el que decía que "los soldados ucranianos desplegados en el área de Mariúpol han sido deshumanizados por los medios rusos y retratados en la propaganda de Putin como 'neonazis' durante la guerra de agresión de Rusia contra Ucrania. Esta caracterización plantea serias preocupaciones sobre su destino como prisioneros de guerra", al tiempo que pide a Rusia que respete plenamente los acuerdos de Ginebra.
El 24 de mayo de 2022, The Guardian informó que el comandante del regimiento, Denys Prokopenko, pudo llamar brevemente a su esposa desde el cautiverio y, según él, los combatientes de Azov que se entregaron están recluidos en condiciones "satisfactorias", con combatientes heridos recluidos en una prisión en Olenivka, y un pequeño número de combatientes gravemente heridos recluidos en un hospital de Novoazovsk. Presuntamente, ninguno de los combatientes rendidos había sido llevado a Rusia hasta el momento.
También el 30 de mayo de 2022, un grupo de familiares anunció la creación de un "Consejo de esposas y madres" para ayudar a garantizar que los soldados rendidos fueran tratados de acuerdo con la Convención de Ginebra. Señalaron que la mayoría de los familiares no tienen idea de lo que está pasando con los combatientes capturados, y no hay evidencia de ayuda por parte de la Cruz Roja.
El 5 de junio de 2022, Kateryna Prokopenko le dijo a Ukrainska Pravda que, hasta donde ella sabe, los grupos humanitarios internacionales como la Cruz Roja solo estuvieron con los soldados rendidos durante el comienzo de su cautiverio, sin embargo, eso ya no es cierto. Ella sugirió que la parte rusa está restringiendo el acceso a los soldados por parte de la Cruz Roja. A mediados de junio ha continuado la falta de vigilancia prevista en el acuerdo de rendición. La Cruz Roja se ha mantenido en silencio, pero su destino ha sido hablado durante una llamada telefónica de Emmanuel Macron y Olaf Scholz y Vladímir Putin, cuando los líderes occidentales pidieron un intercambio de prisioneros.
El 7 de junio de 2022, Human Rights Watch y Grupo de Protección de los Derechos Humanos de Járkov anunciaron por separado que los refugiados ucranianos, así como los civiles deportados a la fuerza a Rusia, estaban siendo presionados e intimidados para implicar al personal militar ucraniano en crímenes de guerra, incluida la implicación de Azov en el ataque aéreo contra el teatro Mariúpol.
Los cuerpos de 210 combatientes ucranianos han sido trasladados a Kiev. Estos están siendo procesados por la unidad de "tutela" de Azov.
Después de que un tribunal de Donetsk llevó a cabo una farsa de juicio de tres miembros extranjeros de las fuerzas armadas ucranianas y los condenó a muerte, hubo preocupación de que los prisioneros de guerra de Azovstal enfrentaran farsas judiciales similares, con personas asociadas con Azov especialmente vulnerables debido a su descripción en la propaganda rusa. Algunos miembros de la sociedad civil también afirman que Rusia quiere desestabilizar Ucrania enfrentando los intereses de los cautivos y las víctimas de los crímenes de guerra rusos. Volodímir Zelenski declaró a principios de junio que los defensores de Mariúpol se habían convertido en "prisioneros públicos" y que a Rusia no le interesaba usar la violencia contra ellos; sin embargo, otras fuentes ucranianas afirmaron que la RPD estaba preparando un juicio contra miembros de Azov para cerrar el ciclo de su narrativa de "desnazificación" de Ucrania.
Según Yulia Fedosyuk, esposa del soldado de Azov, Arseniy Fedosyuk, Rusia intentará condenar a los soldados de Azovstal por terrorismo y crímenes de guerra contra civiles, muy probablemente, para tratar de culparlos por los crímenes cometidos por Rusia. También dijo que los oficiales de Azov, incluidos Denys Prokopenko y Svyatoslav Palamar, fueron trasladados a la prisión de Lefortovo en Moscú, el sitio de un centro de detención del SFS, mientras que otros están en Olénivka. El 30 de junio, se anunció que se intercambiarían 95 prisioneros de Azovstal, junto con 43 del Regimiento de Azov. Se reveló que unos 1 000 soldados de Azov siguen siendo prisioneros de guerra.
El 18 de junio de 2022, Mykyta Nadtochiy fue nombrado nuevo comandante del Regimiento Azov. Según Moskovski Komsomolets, Nadtochiy fue designado por Prokopenko como su sucesor durante el asedio de Mariúpol y luego fue evacuado de la ciudad en helicóptero después de ser herido en combate.
El 29 de julio de 2022, al menos 50 de los combatientes capturados murieron en una explosión de la prisión de Olénivka, afirmada por la parte rusa como un ataque aéreo con misiles de las fuerzas ucranianas en la prisión de Olénivka en el Dombás, donde se encontraban, y afirmada por el lado ucraniano como un asesinato de prisioneros por parte rusa, disfrazado como una operación de bandera falsa. La parte ucraniana pidió a la ONU y a la Cruz Roja, que garanticen la vida y la salud de los soldados rendidos, una reacción inmediata al incidente.
El 22 de septiembre de 2022, como parte de un intercambio de prisioneros, Ucrania entregó a Rusia a Víktor Medvedchuk, un oligarca ucraniano exdiputado de Ucrania y amigo personal de Vladímir Putin, junto con otros 55 prisioneros de guerra rusos, a cambio de más de 215 prisioneros de guerra ucranianos, incluidos 188 miembros del Regimiento Azov. Los prisioneros intercambiados incluyeron al comandante de Azov Denys Prokopenko y su lugarteniente Svyatoslav Palamar, junto con otros tres líderes. En el canje se acordó que los cinco líderes del Regimiento Azov que fueron liberados como parte del canje de prisioneros permanecerían en Turquía hasta el final de la guerra. El canje generó controversia en Rusia entre los partidarios de la línea dura y los partidarios de la guerra, ya que en los últimos meses el gobierno ruso había afirmado que los prisioneros de Azov iban a ser juzgados por delitos y no serían entregados en ningún intercambio de prisioneros, y había utilizado Azov extensamente en la propaganda.

#### Otras actividades

Insignia utilizada por las unidades Azov FOE, esta en particular de Kiev, parecida al Wolfsangel.

Si bien la mayor parte del Regimiento Azov tenía su base en Mariúpol, con la invasión comenzaron a organizarse nuevas unidades de Azov fuera de la ciudad, en particular en Kiev y Járkov. Estas unidades formaban inicialmente parte de las Fuerzas de Defensa Territorial de Ucrania (FDT). Las unidades FDT de Azov demostraron ser particularmente efectivas en combate y, por lo tanto, se convirtieron en regimientos y se reasignaron como parte de las Fuerzas de Operaciones Especiales de Ucrania (FOE), donde recibieron entrenamiento y equipo especiales. Estas unidades se conocen como "Azov FOE", con unidades en Kiev, Járkov y una nueva en Sumy. En mayo de 2022, The Times informó que se había inaugurado una nueva unidad Azov en Járkov, con una nueva insignia de un Tryzub formado por tres espadas doradas. En enero de 2023, las unidades Azov FOE se fusionaron y reformaron en la 3.ª Brigada de Asalto bajo las Fuerzas Terrestres de Ucrania. Es una unidad de infantería mecanizada con el objetivo de proporcionar una unidad altamente móvil, bien armada y bien entrenada que pueda participar de manera efectiva tanto en operaciones defensivas como ofensivas. En enero, la unidad se desplegó en la batalla de Bajmut.
En Dnipró, se organizó el 98.º Batallón de Defensa Territorial 'Azov-Dnipró' de las Fuerzas de Defensa Territorial, dirigido por el Primer Jefe Adjunto del Cuerpo Nacional y veterano de Azov, Rodion Kudryashov. Otras unidades de Azov FDT incluyen los batallones de reconocimiento 225 y 226 de Járkov, la Compañía de Tanques Azov, parte de la 127.ª Brigada de Defensa de Járkov FDT, Azov-Prykarpattia formada en Ivano-Frankovsk y Azov-Poltava con base en Poltava. Además, los veteranos de Azov y los miembros del Cuerpo Nacional Konstantin Nemichev y Serhiy Velychko formaron el Regimiento Kraken, una unidad de voluntarios activa en Járkov que no forma parte de las Fuerzas Armadas de Ucrania, sino una unidad spetsnaz de la Dirección Principal de Inteligencia. Mientras estaban en Volinia, los veteranos de Azov formaron la "unidad de propósito especial separada 'Lubart'" bajo el FDT, una sesión de fotos de la unidad incluía la bandera del Grupo Centuria, una organización de extrema derecha conectada con Azov. Los voluntarios rusos de Azov y otros emigrantes de derecha también formaron su propia unidad separada conocida como el Cuerpo de Voluntarios Rusos.
A principios de abril, las unidades de Azov estuvieron presentes en la ofensiva de Kiev en la batalla de Brovarí, donde el regimiento y la 72.ª Brigada Mecanizada del Ejército de Ucrania tendió una emboscada y destruyo un regimiento de tanques rusos que avanzaba hacia la ciudad de Brovarí.

## Liderazgo y organización

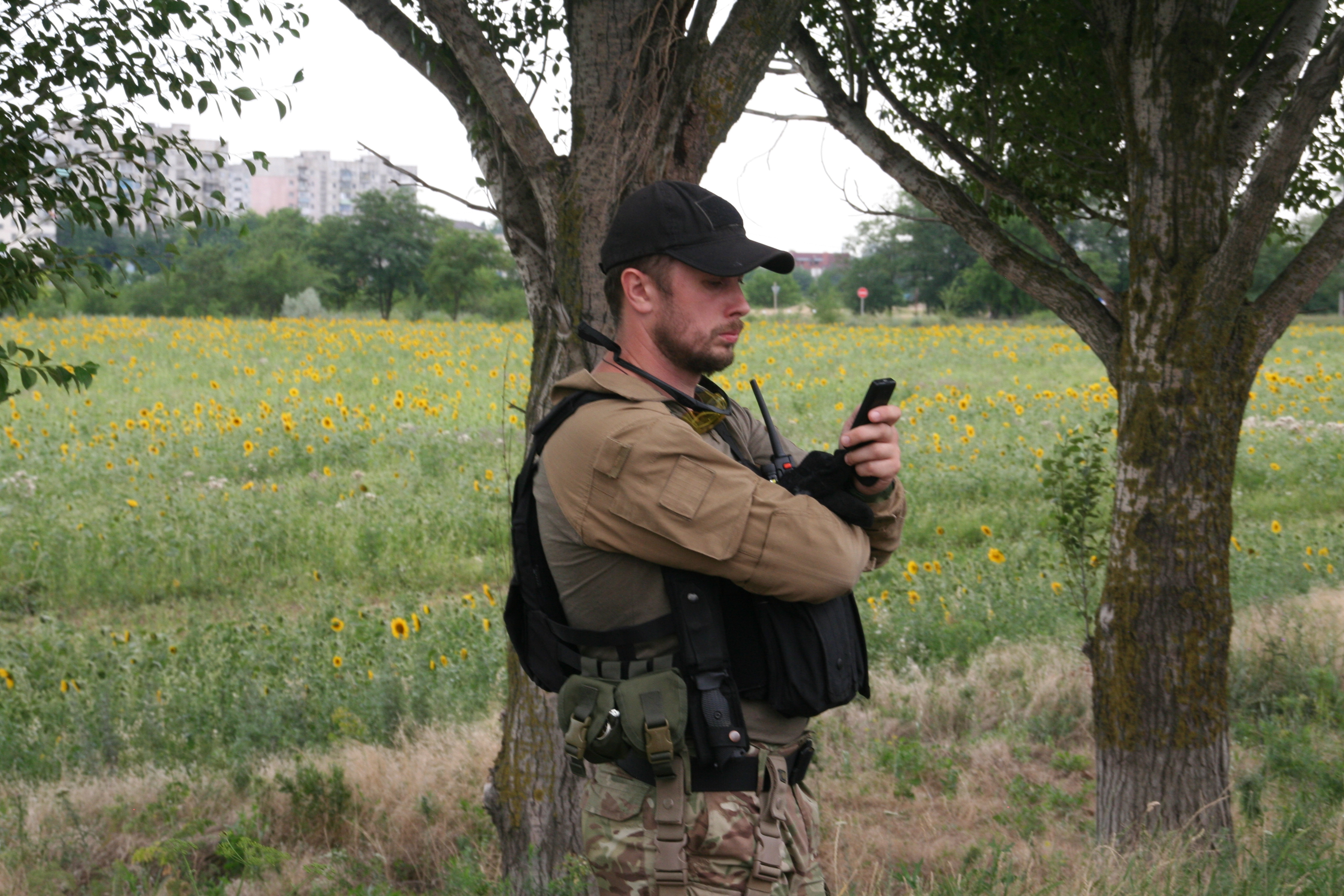
Andriy Biletsky al frente de unidades del batallón en una patrulla cerca de Mariúpol en julio de 2014.

El primer comandante del regimiento fue Andriy Biletsky. Biletsky se mantuvo fuera del centro de atención del público trabajando para expandir Azov al tamaño de un batallón. En el verano de 2014 asumió el mando de la unidad. En agosto de 2014, el presidente ucraniano Petró Poroshenko le otorgó la condecoración militar "Orden al valor" y fue ascendido al rango de teniente coronel en las fuerzas policiales del Ministerio del Interior. Después de que Biletsky fuera elegido para la Rada Suprema en las elecciones parlamentarias ucranianas de 2014, dejó el batallón y rescindió su contrato con la Guardia Nacional en 2016 (los funcionarios electos ucranianos no pueden estar en el ejército ni en la policía).
Un informe del 16 de julio de 2014 colocó la dotación del Batallón Azov en 300. Un informe anterior indicó que el 23 de junio casi 600 voluntarios, incluidas mujeres, prestaron juramento para unirse a los batallones "Dombás" y "Azov". La unidad incluía 900 voluntarios a partir de marzo de 2015.

### Comandantes
El primer comandante fue Andriy Biletsky, quien dirigió a Azov desde su inicio como un batallón voluntario en mayo a octubre de 2014 cuando se postuló para un cargo político en las elecciones parlamentarias ucranianas de 2014. Los comandantes anteriores de Azov incluían a Ihor Mykhailenko y Maksym Zhorin. Desde julio de 2017 hasta mayo de 2022, el líder fue el teniente coronel Denys Prokopenko, quien se convirtió en el comandante más joven en la historia de las fuerzas armadas de Ucrania. En mayo de 2022, el segundo al mando fue el Capitán Svyatoslav Palamar, quien fue capturado por las fuerzas rusas y luego liberado en un intercambio de prisioneros. El 18 de junio de 2022, Mykyta Nadtochiy fue nombrado nuevo comandante del regimiento de Azov.
El comandante del Segundo Batallón de las Fuerzas de Operación Especial de Azov, Regimiento de Kiev es Dmytro Kukharchuk.

### Estado
Azov se formó inicialmente como milicia voluntaria en mayo de 2014. En 2015, el gobierno de Ucrania decidió convertir todos los batallones de voluntarios, tanto los Batallones de Defensa Territorial asociados con las fuerzas armadas como la Policía de Patrulla de Tareas Especiales del Ministerio del Interior, en unidades regulares de las Fuerzas Armadas de Ucrania y la Guardia Nacional, respectivamente. Azov es uno de estos últimos. El gobierno ucraniano también optó por desplegar solo unidades de voluntarios en el frente del Dombás, prometiendo que los reclutas no serían enviados al combate.
En enero de 2015, el Regimiento Azov se convirtió oficialmente en un regimiento y sus estructuras tomaron una forma definitiva. Se establecieron un centro de movilización y un centro de capacitación en Kiev, en el antiguo complejo industrial "ATEK" para la selección y el examen. El personal, compuesto por voluntarios de toda Ucrania, tuvo que pasar por un proceso de selección y verificación, bastante similar a los procedimientos de movilización del ejército. Luego, los reclutas fueron asignados a las unidades de combate de los regimientos, o a las unidades de apoyo y suministro, donde realizan un entrenamiento intensivo de ejercicios de combate. Las unidades de Reconocimiento y Eliminación de Artefactos Explosivos (EOD) se consideraban la élite de Azov y estaba compuesta por el personal más experimentado (por lo general, ex fuerzas especiales del ejército ucraniano o similar).
En febrero de 2023, el ministro interino del Interior, Ihor Klymenko, anunció que Azov se ampliaría de su estado de regimiento como una de las ocho brigadas de asalto del nuevo Cuerpo de la Guardia Ofensiva. La Guardia Ofensiva será una formación de voluntarios de ocho brigadas de infantería de asalto, seis de la Guardia Nacional (los cinco forman parte de las brigadas de la GNU), una de la Guardia Fronteriza y una bajo la Policía Nacional, prevista para estar plenamente activa en abril de 2023.

### Combatientes extranjeros

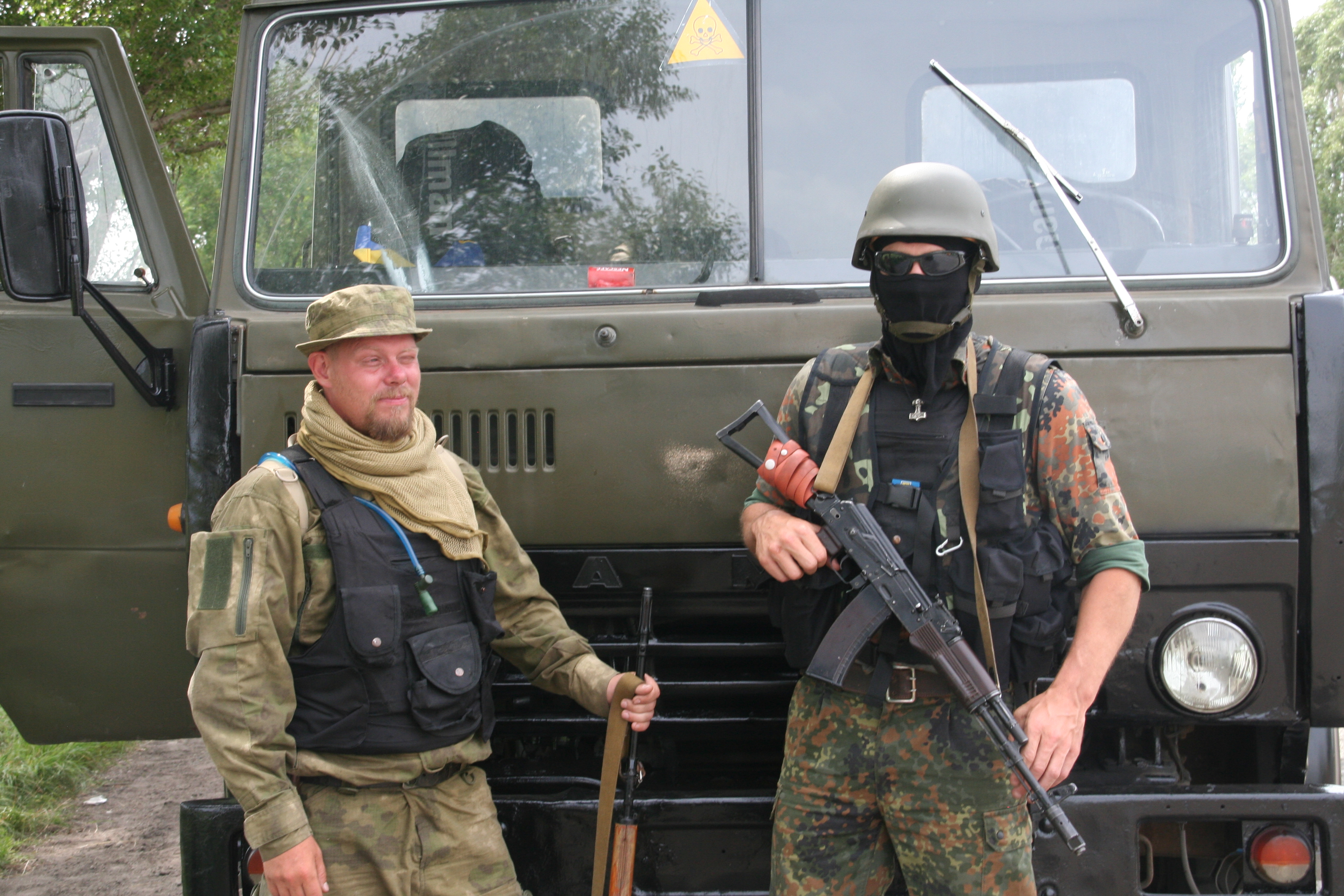
Voluntarios suecos de Azov Mikael Skillt y "Mikola".

Según The Daily Telegraph en agosto de 2014, la política extremista del Batallón Azov y las páginas de redes sociales en inglés habían atraído a combatientes extranjeros, incluidas personas de Brasil, Italia, Reino Unido, Francia, Estados Unidos, Grecia, Suecia, España, Eslovaquia, Croacia, República Checa y Rusia.
Si bien el Acuerdo de alto el fuego de Minsk II de febrero de 2015 habla de la retirada de los combatientes extranjeros, el acuerdo nunca se implementó por completo. Aunque solo alrededor de 50 ciudadanos rusos eran miembros del regimiento Azov en abril de 2015, el regimiento todavía incluía combatientes extranjeros en agosto de 2015, por ejemplo, un exmilitar del ejército británico Chris Garrett y un ex soldado de 33 años de edad del ejército griego y Legión Extranjera Francesa conocidos por el nom-de-guerre de "El Griego". El periodista de investigación Michael Colborne escribió que en 2015 el regimiento había perdido en gran medida interés en el reclutamiento de extranjeros, "y mucho menos en formar amistades internacionales". Sin embargo, señaló que no podía decirse lo mismo del movimiento Azov en general, especialmente del partido político Cuerpo Nacional.
A fines de 2016, los investigadores brasileños descubrieron un presunto complot para reclutar activistas brasileños de extrema derecha para la División Misantrópica alineada con Azov. Los nacionalistas blancos estadounidenses han intentado sin éxito unirse a Azov. En 2016, Andrew Oneschuk, quien luego se unió al grupo terrorista neonazi Atomwaffen Division, se unió a un podcast del movimiento Azov en 2016. Azov ha cultivado lazos con Atomwaffen Division.
Según el Proyecto Contra el Extremismo, el Regimiento Azov dejó en claro en 2019 que ya no aceptaba extranjeros, ya que los extranjeros solo podían servir en el ejército ucraniano como contratistas. Sin embargo, durante la invasión rusa de Ucrania en 2022, una vez más reclutó activamente a voluntarios extranjeros.
En 2019, la política de personas y organizaciones peligrosas de Facebook no permitió temporalmente el apoyo al Movimiento Azov y organizaciones asociadas. En 2021, Time informó sobre el uso de Facebook por parte del Movimiento Azov para reclutar personas de extrema derecha de otros países, informando casos de 2018. Durante la invasión rusa de Ucrania en 2022, se relajó la política de Individuos y Organizaciones Peligrosas. En 2019, el FBI arrestó a un soldado estadounidense de 24 años por un plan de bomba, que quería viajar a Ucrania para unirse al regimiento. En 2020, Ucrania deportó a dos miembros estadounidenses de Atomwaffen que querían unirse al regimiento. Un funcionario ucraniano le dijo a BuzzFeed News que para que alguien se uniera al regimiento, se tenían que usar los canales oficiales.
En junio de 2022, Kacper Rekawek escribió en el Centro de Lucha contra el Terrorismo de West Point que "las unidades ucranianas con antecedentes de extrema derecha ahora están profundamente integradas en las Fuerzas Armadas de Ucrania y evitan el reclutamiento extranjero, y una de esas unidades, el Regimiento Azov, fue diezmado durante el sitio de Mariúpol. Muy pocos extremistas de derecha extranjeros han sido reclutados en la Legión Internacional de Ucrania. De hecho, la evidencia anecdótica sugiere que la mayoría de los combatientes extranjeros que han viajado este año para luchar en el lado ucraniano están luchando para salvaguardar el futuro de Ucrania como país occidental y como democracia. Todo esto significa que, si bien los gobiernos occidentales deben estar atentos a los flujos de combatientes extranjeros hacia Ucrania, también deben contrarrestar los esfuerzos de desinformación rusos que inflan masivamente la presencia de extremistas de derecha en el lado ucraniano".
Los voluntarios rusos de Azov formaron su propia unidad separada como respuesta a la invasión rusa, conocida como el Cuerpo de Voluntarios Rusos.

## Movimiento Azov

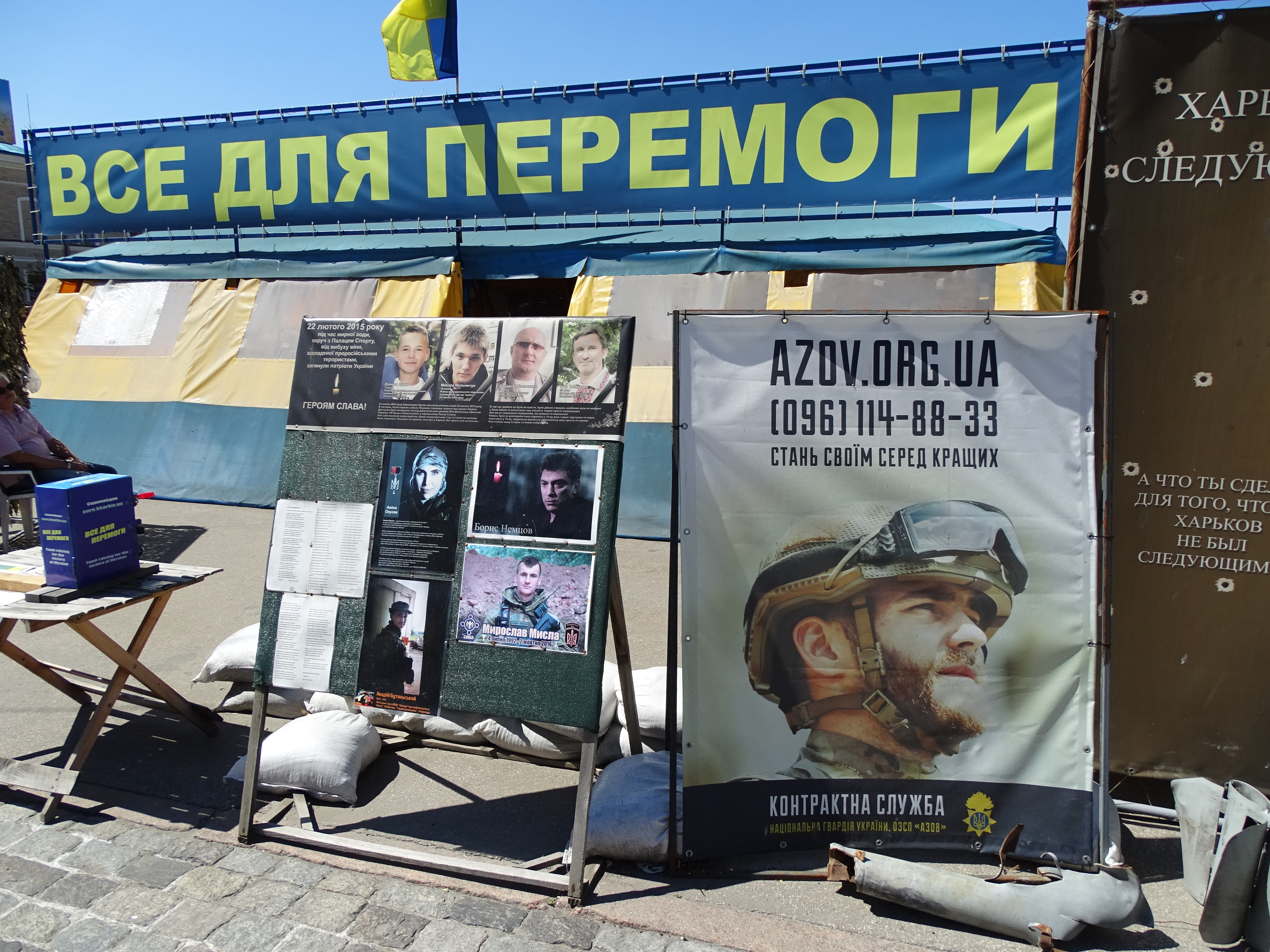
Una exhibición callejera del Regimiento Azov en Járkov.

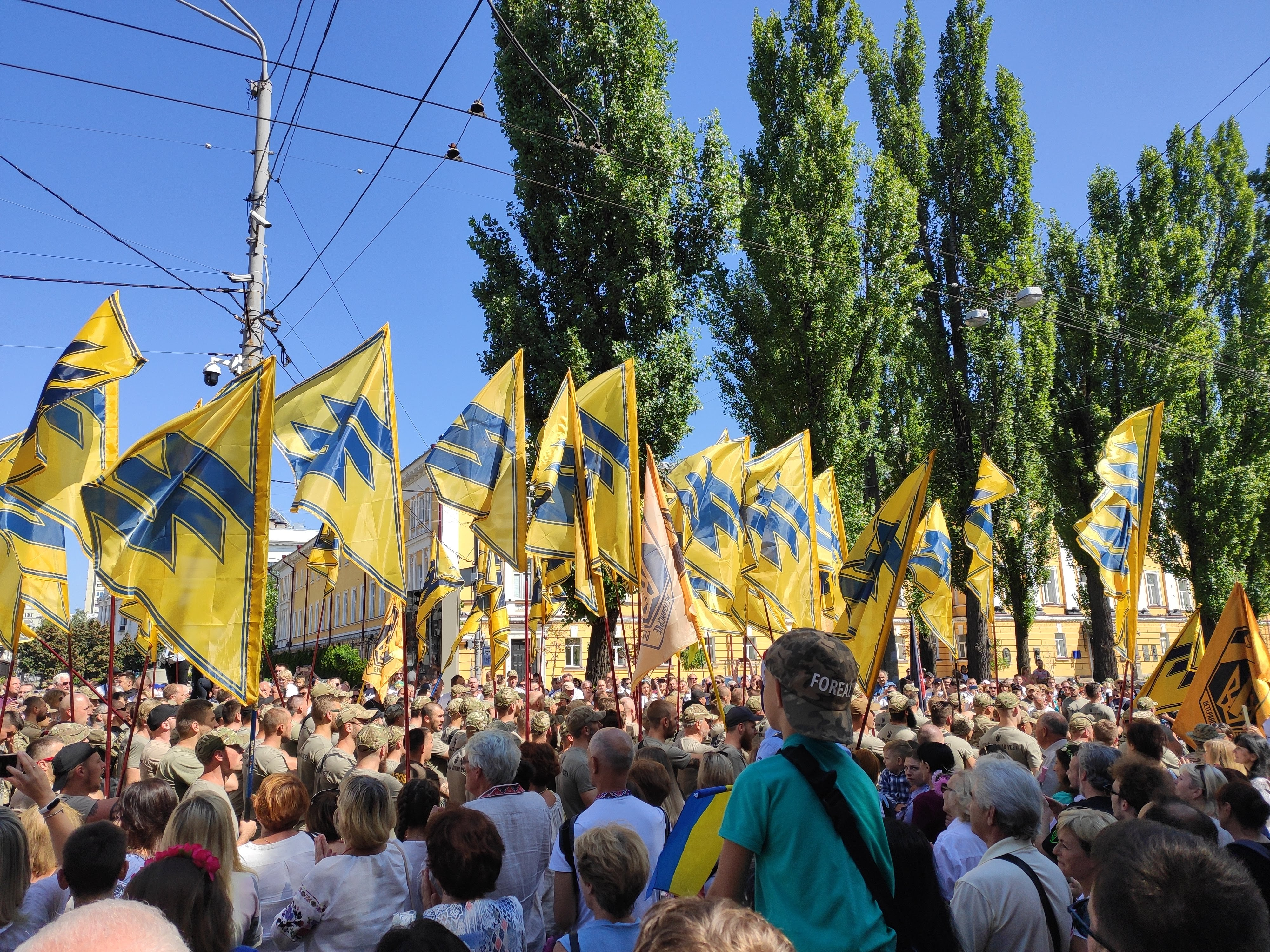
Una marcha de veteranos y simpatizantes de Azov en Kiev, 2019.

El Batallón Azov ha creado su propio movimiento político civil, conocido colectivamente como el "movimiento Azov", formado por un conjunto de organizaciones formadas por ex veteranos de Azov o grupos vinculados a Azov, y con raíces en el grupo paramilitar Patriota de Ucrania liderado por el fundador de Azov, Andriy Biletsky, y la Asamblea Nacional Social.
En 2017, según la revista Foreign Affairs, "Después de la unión [con la Guardia Nacional], el primer acto del gobierno fue erradicar dos grupos dentro de Azov, combatientes extranjeros y neonazis, investigando a los miembros del grupo con verificaciones de antecedentes, observaciones durante entrenamiento, y una ley que requiere que todos los combatientes acepten la ciudadanía ucraniana. A los combatientes que no pasaron esta evaluación se les ofreció la oportunidad de unirse al cuerpo de voluntarios civiles para ayudar en el esfuerzo de guerra; este cuerpo ayudó a la policía, quitó la nieve (una tarea crucial en Ucrania), e incluso trabajó en una radio pública". Según Reuters, en ese momento, la unidad trabajó para despolitizarse a sí misma: su liderazgo de extrema derecha se fue y fundó el partido político Cuerpo Nacional, que trabaja con su organización activista asociada, el Cuerpo Civil de Azov. El sitio web de Patriota de Ucrania fue cerrado o se puso bajo acceso restringido.
Algunos expertos están de acuerdo con la opinión de que existe una separación cada vez mayor entre el Movimiento Azov y el regimiento Azov. Kacper Rękawek, investigador del Centro de Investigación sobre el Extremismo de la Universidad de Oslo, le dijo a CNN que "la gente siempre asume que [el regimiento Azov y el movimiento Azov] es una Estrella de la Muerte. Año tras año, las conexiones [entre el regimiento y el movimiento] son más flexibles". Antón Shejovtsov, un experto en las conexiones de Rusia con la extrema derecha de Europa, dijo al Financial Times que aunque originalmente fue formado por el liderazgo de un grupo neonazi, "es seguro que Azov [el regimiento] se ha despolitizado a sí mismo. Su historia vinculada al movimiento de extrema derecha es bastante irrelevante hoy en día".
Sin embargo, otros expertos no están de acuerdo con estas evaluaciones y señalan casos específicos en los que ha habido interacciones entre el regimiento y el movimiento más amplio. Oleksiy Kuzmenko de Bellingcat en un artículo de 2020, señaló que los soldados del regimiento aparecieron junto con los líderes del partido político "Cuerpo Nacional" en un anuncio de video de 2020 para una manifestación, y que un video de YouTube de 2017 parecía mostrar al neo-nnazi emigrante ruso Alexey Levkin dando una conferencia al regimiento. Ambas entidades han admitido ser parte del "Movimiento Azov" más amplio dirigido por Biletsky, quien trabajó directamente con Arsén Avákov (ministro del Interior hasta julio de 2021) en asuntos relacionados con el regimiento.
De manera similar, Michael Colborne escribió que "sería un error afirmar ... que el regimiento Azov de alguna manera no es parte del movimiento Azov más amplio" y señala la descripción repetida del regimiento como el "ala militar" del movimiento Azov por Olena Semenyaka, la principal representante internacional del movimiento. Colborne también declaró que "el movimiento Azov intenta ser una ventanilla única para todas las cosas de extrema derecha. También hay un grupo de subgrupos poco afiliados pero más extremos bajo su paraguas, incluidos los neonazis abiertos que elogian y promueven la violencia". A fines de 2021, antes de la invasión rusa de Ucrania, dijo que el movimiento se había vuelto menos fuerte desde 2019, como resultado de las luchas internas y la necesidad del grupo de moderar la mayor parte de su actividad de divulgación internacional debido a la atención de alto perfil.
Biletsky utiliza combatientes de Azov para perseguir sus propios objetivos políticos. Por ejemplo, para presionar al presidente Zelenski y evitar que llegara a acuerdos con Rusia, los veteranos de Azov marcharon hacia Kiev, llegaron a su oficina y se enfrentaron con la policía.
En 2022, ha habido informes continuos de Biletsky interactuando con el regimiento, incluidas sus propias afirmaciones de que estuvo en contacto diario con el actual líder del teniente coronel Prokopenko y otros soldados de Azov durante el sitio de Mariúpol. Según el comentario del observador de la extrema derecha Vyacheslav Likhachev, el objetivo principal de Biletsky es explotar la "marca registrada" de Azov en la vida política, y aunque no es ningún secreto que estuvo en contacto con el regimiento, su papel se limita a uno informal.

Logotipo del Cuerpo Civil de Azov.

### Cuerpo Civil de Azov
En la primavera de 2015, los veteranos del regimiento de voluntarios de Azov crearon el núcleo de una organización no gubernamental no militar Cuerpo Civil de Azov (Tsyvilnyi Korpus "Azov"), con el propósito de "lucha política y social".

### Cuerpo Nacional

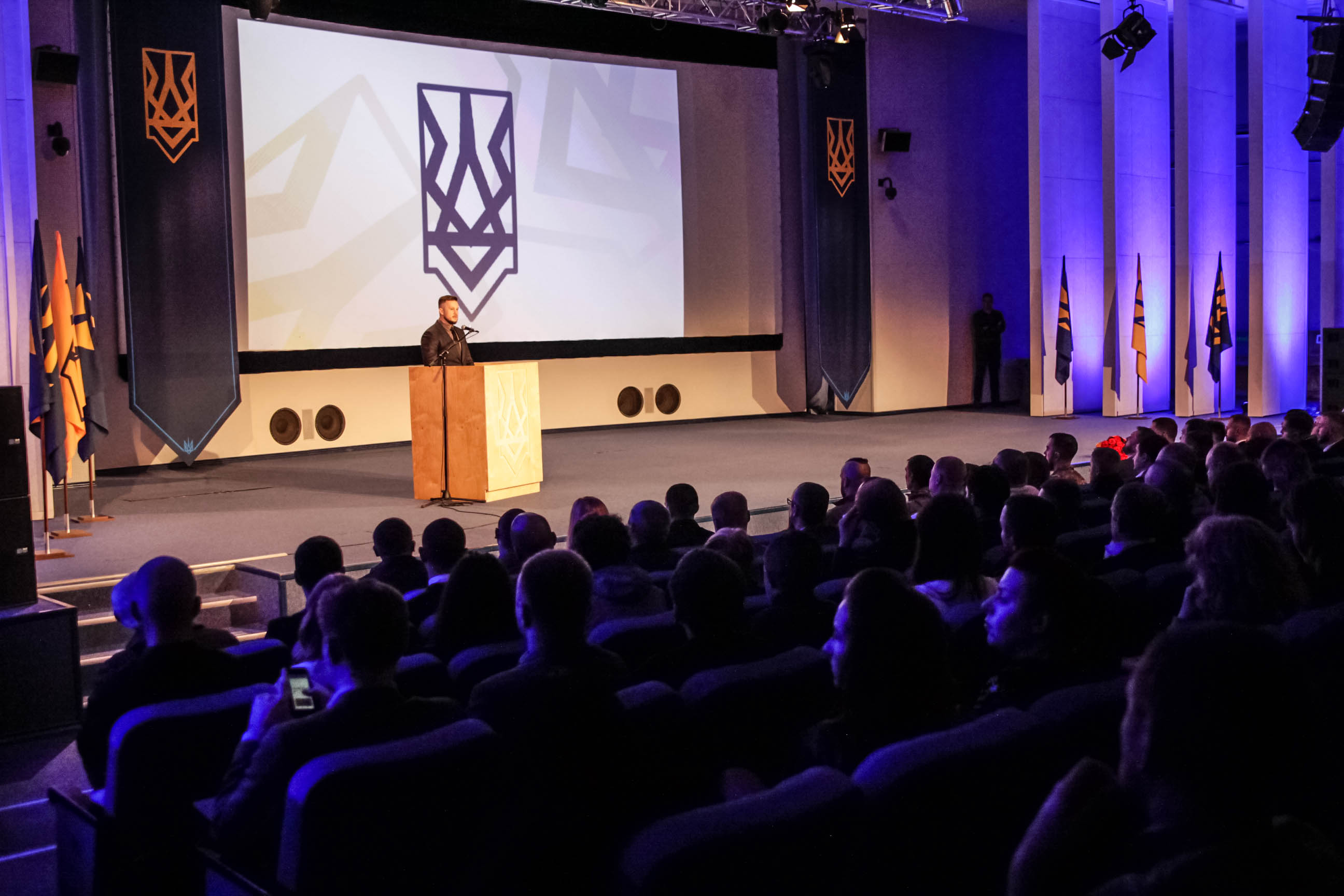
Andriy Biletsky en el segundo congreso del partido Cuerpo Nacional.

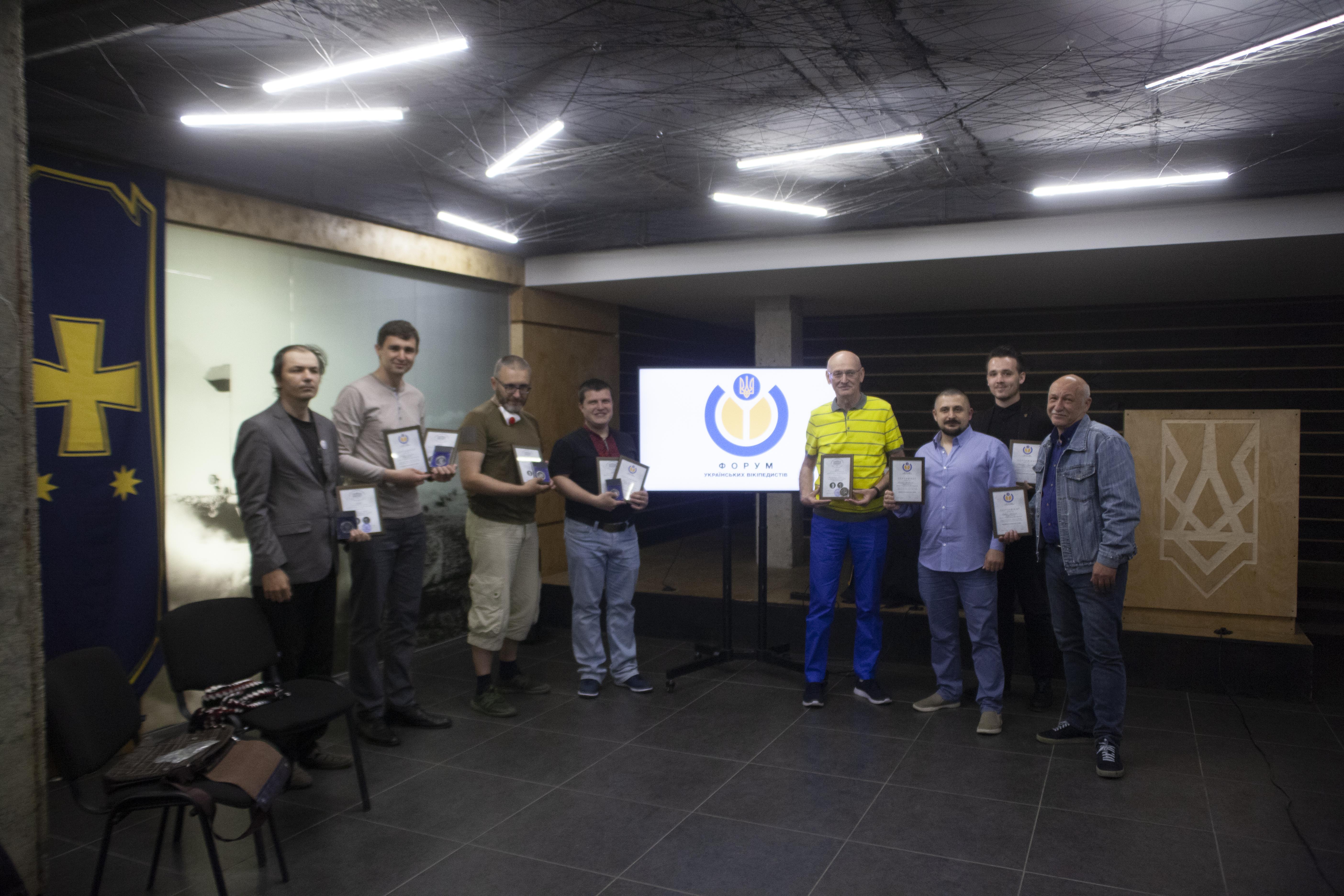
Foro de wikipedistas ucranianos en junio de 2021 con el logo del Cuerpo Nacional.

En 2016, veteranos del regimiento y miembros del Cuerpo Civil de Azov fundaron el partido político Cuerpo Nacional. El partido aboga por un control gubernamental más fuerte sobre la política y la economía, rompiendo por completo los lazos con Rusia y se opone a que Ucrania se una tanto a la Unión Europea como a la OTAN. El primer líder del partido fue Andriy Biletsky. Según un experto en un artículo de 2022 de Bayerischer Rundfunk, existe una "resolución de incompatibilidad", lo que significaba que los combatientes activos no podían convertirse en miembros del Cuerpo Nacional.
Durante las elecciones parlamentarias de Ucrania de 2019, el partido formó una coalición política de extrema derecha junto con los partidos Iniciativa Gubernamental de Yarosh, el Sector Derecho y Svoboda. Esta coalición ganó un 2,15% combinado de los votos de la lista electoral a nivel nacional, pero finalmente no logró obtener ningún escaño en la Rada Suprema.

### Cuerpo de Jóvenes
El Cuerpo de Jóvenes (Yunatskyy Korpus) es una organización no gubernamental dedicada a la "educación patriótica" de los niños y a llevarlos, una vez que crezcan, a la Milicia Nacional del "movimiento Azov". Muchos miembros del Cuerpo de Jóvenes, a partir de 2015, organizaron campamentos de verano donde niños y adolescentes reciben entrenamiento de combate combinado con conferencias sobre el nacionalismo ucraniano.

### Milicia Nacional, 2017-2020
En 2017 se formó un grupo paramilitar denominado Milicia Nacional (Natsionalni Druzhyny), estrechamente vinculado al movimiento Azov. Su objetivo declarado era ayudar a los organismos encargados de hacer cumplir la ley, lo que permite la legislación ucraniana, y ha realizado patrullas callejeras. En marzo de 2019, se informó que sus miembros eran "unos pocos miles". El 29 de enero de 2018, miembros de la Milicia Nacional irrumpieron en una reunión del consejo municipal en Cherkasy y se negaron a permitir que los funcionarios abandonaran el edificio hasta que hubieran aprobado el presupuesto de la ciudad, largamente demorado. En 2018, la Milicia Nacional llevó a cabo una serie de ataques contra asentamientos romaníes.
La Milicia Nacional cesó sus actividades en 2020 y ha estado inactiva desde entonces. Según Michael Colborne, la Milicia Nacional ha sido reemplazada de facto por el grupo Centuria.

### Centuria
Según Oleksiy Kuzmenko, en un artículo publicado para el Instituto de Estudios Europeos, Rusos y Eurasiáticos de la Universidad George Washington, el liderazgo de Centuria, un grupo de oficiales militares autodenominado "tradicionalista europeo" que tiene como objetivo "defender" la "cultura e identidad étnica" de los pueblos europeos contra los "políticos y burócratas de Bruselas" tiene vínculos con el movimiento Azov. La organización "ha ascendido a Azov a cadetes de la Academia Nacional del Ejército (NAA) Hetman Petro Sahaidachny, y afirma de manera creíble que sus miembros dieron conferencias en el Regimiento Azov de la Guardia Nacional, el ala militar del movimiento Azov". Belltower.News afirma de manera similar que Centuria tiene "estrechas conexiones con la escena neonazi ucraniana", mientras que tanto Belltower como Colborne dicen que Centuria es la organización sucesora de la Milicia Nacional.
The Jerusalem Post publicó un artículo en octubre de 2021 que citaba el informe de Kuzmenko sobre el grupo, que afirmaba que está "dirigido por personas vinculadas" al movimiento Azov y que sus miembros recibieron capacitación de países occidentales mientras estaban en la NAA.

## Violaciones a los derechos humanos

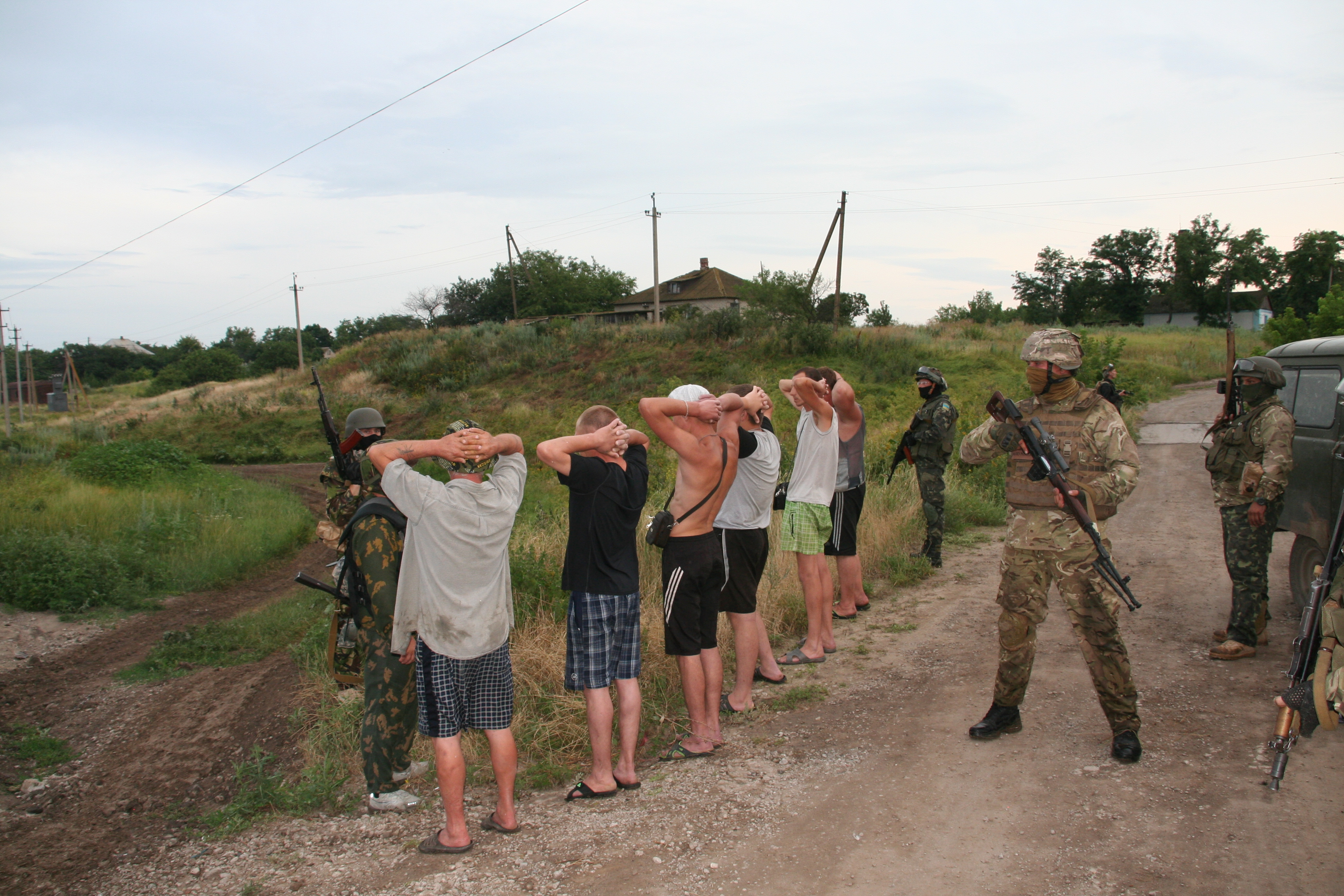
Soldados del Batallón Azov reteniendo a civiles para interrogarlos durante una patrulla cerca de Mariúpol, julio de 2014.

En 2016, Amnistía Internacional y Human Rights Watch recibieron varias denuncias creíbles de abuso y tortura por parte del regimiento. Los informes publicados por la Oficina del Alto Comisionado de las Naciones Unidas para los Derechos Humanos (ACNUDH) documentaron el saqueo de viviendas civiles y la detención ilegal y tortura de civiles entre septiembre de 2014 y febrero de 2015 "por parte de las fuerzas armadas ucranianas y el regimiento Azov en Shyrokyne y sus alrededores".
Otro informe del ACNUDH documentó un caso de violación y tortura, escribiendo: "Un hombre con una discapacidad mental fue objeto de trato cruel, violación y otras formas de violencia sexual por parte de 8 a 10 miembros de 'Azov' y el 'Batallón Dómbas' (otro batallón ucraniano) en agosto-septiembre de 2014. Posteriormente, la salud de la víctima se deterioró y fue hospitalizado en un hospital psiquiátrico". Un informe de enero de 2015 indicó que un partidario de la República Popular de Donetsk fue detenido y torturado con submarino y electricidad repetidamente en sus genitales, lo que resultó en su confesión de espiar para militantes prorrusos.

## Neonazismo

Un emblema anterior de Azov que presenta una combinación de un Wolfsangel y el Sol negro, dos símbolos asociados con la Wehrmacht y las SS, sobre un pequeño Tryzub. Desde 2015, ya no se usa como símbolo del regimiento.

Bandera del partido Patriota de Ucrania, cuyos miembros formaron el núcleo de miembros fundadores de Azov en 2014. El símbolo parecido a una Wolfsangel (ꑭ) supuestamente representa las palabras "Idea Nacional" (ucraniano: Ідея Нації, Ideya Natsii), y ha sido utilizado desde 1991 por el Partido Social-Nacional de Ucrania.

El Batallón Azov ha sido descrito como una milicia de extrema derecha, con conexiones con el neonazismo y miembros que usan símbolos e insignias neonazis y de las SS, y expresan puntos de vista neonazis.
La insignia de la unidad presenta el Wolfsangel (o una variación reflejada del mismo), una carga heráldica alemana inspirada en las históricas trampas para lobos adoptadas por el Partido Nazi y por las unidades alemanas de la Wehrmacht y las SS de la Segunda Guerra Mundial. Su insignia también solía presentar el Sol negro, los cuales siguen siendo dos símbolos neonazis populares. Los soldados de Azov han usado símbolos fascistas o asociados con los nazis en sus uniformes, incluidas esvásticas y símbolos de las SS. En 2014, la cadena de televisión alemana ZDF mostró imágenes de combatientes de Azov con cascos con símbolos de esvástica y "las runas de las SS del infame cuerpo de élite uniformado de negro de Hitler". En 2015, Marcin Ogdowski, un corresponsal de guerra polaco, obtuvo acceso a una de las bases de Azov ubicada en el antiguo centro vacacional Majak; Los combatientes de Azov le mostraron tatuajes nazis y emblemas nazis en sus uniformes. Según el politólogo Kacper Rekawek, la intención detrás del uso de tales símbolos durante la guerra en el Dombás, especialmente en 2014, era "intimidar, molestar y provocar a los rusos". La iniciativa Reportando el Radicalismo de Freedom House señala que "el uso accidental de este símbolo o su uso sin una comprensión de sus connotaciones (por ejemplo, como talismán) es raro", y "...en Ucrania, el uso de un Wolfsangel como heráldico símbolo o un talismán tradicional sería atípico".
Los miembros de la unidad han declarado que el Wolfsangel invertido (ꑭ), en lugar de estar relacionado con el nazismo, representa las palabras ucranianas para "nación unida" o "idea nacional" (ucraniano: Ідея Нації, Ideya Natsii). Este símbolo ha sido utilizado históricamente por organizaciones ucranianas de extrema derecha: fue utilizado por primera vez en 1991 por el Partido Nacional Social de Ucrania hasta 2003 cuando el partido purgó a sus neonazis y otros elementos extremistas y se renombró como Svoboda, abandonando el símbolo. Fue utilizado por la organización Patriota de Ucrania (muchos de cuyos miembros se unieron a Azov en 2014) de 2003 a 2014 y el partido Asamblea Nacional Social relacionado en 2014, ambos movimientos que pretendían continuar con el legado del Partido Asamblea Nacional Social original. También fue utilizado por el partido minoritario Unión Nacional de Ucrania en 2009. Andreas Umland, un académico del Centro de Estudios de Europa del Este de Estocolmo, dijo a Deutsche Welle que, aunque tenía connotaciones de extrema derecha, la población de Ucrania no consideraba al Wolfsangel como un símbolo fascista. En 2022, el politólogo Iván Gomza escribió en Krytyka que el simbolismo del regimiento se había asociado con una "unidad de combate exitosa que protege a Ucrania", y escribió que la mayoría de las personas en Ucrania desconocen otras connotaciones.
The Guardian informó en 2014 que "muchos de los miembros [de Azov] tienen vínculos con grupos neonazis, e incluso aquellos que se rieron de la idea de que son neonazis no dieron las negativas más convincentes", citando tatuajes de esvástica entre los combatientes y uno que decía ser un "nacionalsocialista". En marzo de 2015, Andriy Diachenko, portavoz del Regimiento Azov, le dijo a USA Today que "solo entre el 10% y el 20%" de los miembros de la unidad son nazis y que esta es su ideología personal, no la ideología oficial de la unidad"; un comandante atribuyó la ideología neonazi a una juventud equivocada. Según The Daily Beast, algunos de los miembros de la unidad son "neonazis, supremacistas blancos y antisemitas declarados" y (en 2017) "numerosos tatuajes de esvástica de diferentes miembros y su tendencia a ir a la batalla con esvásticas o insignias de las SS dibujadas en sus cascos hacen que sea muy difícil para otros miembros del grupo negar de manera plausible cualquier afiliación neonazi". El escritor de asuntos ucranianos Lev Golinkin escribió en The Nation en 2019 que "la Ucrania posterior a Maidán es la única nación del mundo que tiene una formación neonazi en sus fuerzas armadas".
Bellingcat, un grupo de periodistas de investigación, ha rastreado los vínculos entre el movimiento Azov y los grupos de supremacistas blancos estadounidenses. Michael Colborne de Bellingcat, escribiendo en Foreign Policy en 2019, llamó al movimiento Azov "un peligroso movimiento extremista amigable con los neonazis" con "ambiciones globales", citando similitudes entre la ideología y el simbolismo del grupo y el del tirador de la mezquita de Christchurch de 2019, junto con los esfuerzos del grupo para reclutar a extremistas de derecha estadounidenses. En un artículo del Atlantic Council de 2020, Oleskiy Kuzmenko de Bellingcat escribió que la extrema derecha en general dañó significativamente la reputación internacional de Ucrania creando una vulnerabilidad para ser usadas en las narrativas hostiles que exageran su papel.
Desde 2017, la posición oficial del gobierno ucraniano es que la unidad se ha despolitizado. El entonces ministro del Interior, Arsén Avákov, afirmó que "la vergonzosa campaña de información sobre la supuesta difusión de la ideología nazi (entre los miembros de Azov) es un intento deliberado de desacreditar a la unidad 'Azov' y a la Guardia Nacional de Ucrania". En marzo de 2022, en una carta abierta a Rusia publicada a través del periodista ruso Alexander Nevzorov, el Regimiento Azov denunció enérgicamente las acusaciones de su orientación neonazi, definiendo el nazismo como una "necesidad incansable de exterminar a quienes se atrevieron a ser libres" y señalando que el regimiento incorporó personas de muchas etnias y religiones, incluidos ucranianos, rusos, judíos, musulmanes, griegos, georgianos, tártaros de Crimea y bielorrusos. Según la carta, el nazismo, así como el estalinismo, fueron "despreciados" por el regimiento, ya que Ucrania sufrió mucho por ambos.
Algunos comentaristas coinciden en que la unidad se ha despolitizado. Un informe de Reuters de 2015 señaló que después de la inclusión de la unidad en la Guardia Nacional y la recepción de equipo más pesado, Andriy Biletsky bajó el tono de su retórica habitual, mientras que la mayoría de los líderes extremistas se habían ido para centrarse en carreras políticas en el partido del Cuerpo Nacional o el Cuerpo Civil de Azov. Un artículo publicado por Foreign Affairs en 2017 argumentó que la unidad estaba relativamente despolitizada y desradicalizada después de que se incorporara a la Guardia Nacional de Ucrania. El gobierno inició un proceso con el objetivo de descubrir neonazis y combatientes extranjeros, con controles de antecedentes, observaciones durante el entrenamiento y una ley que exige que todos los combatientes acepten la ciudadanía ucraniana. Un exfuncionario de USAID comentó que el verdadero peligro no era el grupo paramilitar original, sino el movimiento civil que había generado Azov. En los años posteriores a su integración en la Guardia Nacional, varios expertos y comentaristas han afirmado que la ideología de derecha radical asociada con el batallón se ha vuelto más marginal, o que no tiene sentido describirlo como un regimiento "neonazi".
En febrero de 2020, el Atlantic Council publicó un artículo de Anton Shekhovtsov, estudioso del extremismo de derecha en Europa y experto en las conexiones de Rusia con la extrema derecha de Europa. Shekhovtsov argumentó que Azov no debería ser designado organización terrorista extranjera, por razones que incluyen que era un regimiento de la Guardia Nacional de Ucrania y, por lo tanto, era parte de estructuras oficiales y seguía órdenes dadas por el Ministerio del Interior, y que algunos afirmaban tener vínculos extremistas con Brenton Tarrant, el Movimiento Rise Above y los terroristas estadounidenses de derecha en general fueron poco probados. También le dijo al Financial Times que aunque originalmente fue formado bajo el liderazgo de un grupo neonazi, "es cierto que Azov [el batallón] se ha despolitizado. Su historia vinculada al movimiento de extrema derecha es bastante irrelevante hoy". Sin embargo, en un artículo de 2020 en el sitio web del Atlantic Council, Oleksiy Kuzmenko de Bellingcat argumentó que "el Regimiento ha fracasado en sus supuestos intentos de 'despolitizar'". Shekhovtsov, escribiendo en Euromaidan Press en 2022 reiteró su opinión de que el Regimiento Azov se había despolitizado en gran medida y había perdido la mayoría de sus puntos de vista neonazis y de extrema derecha, describiéndolo como "un destacamento altamente profesional para operaciones específicas. Ni una organización política, ni una milicia, ni un batallón de extrema derecha".

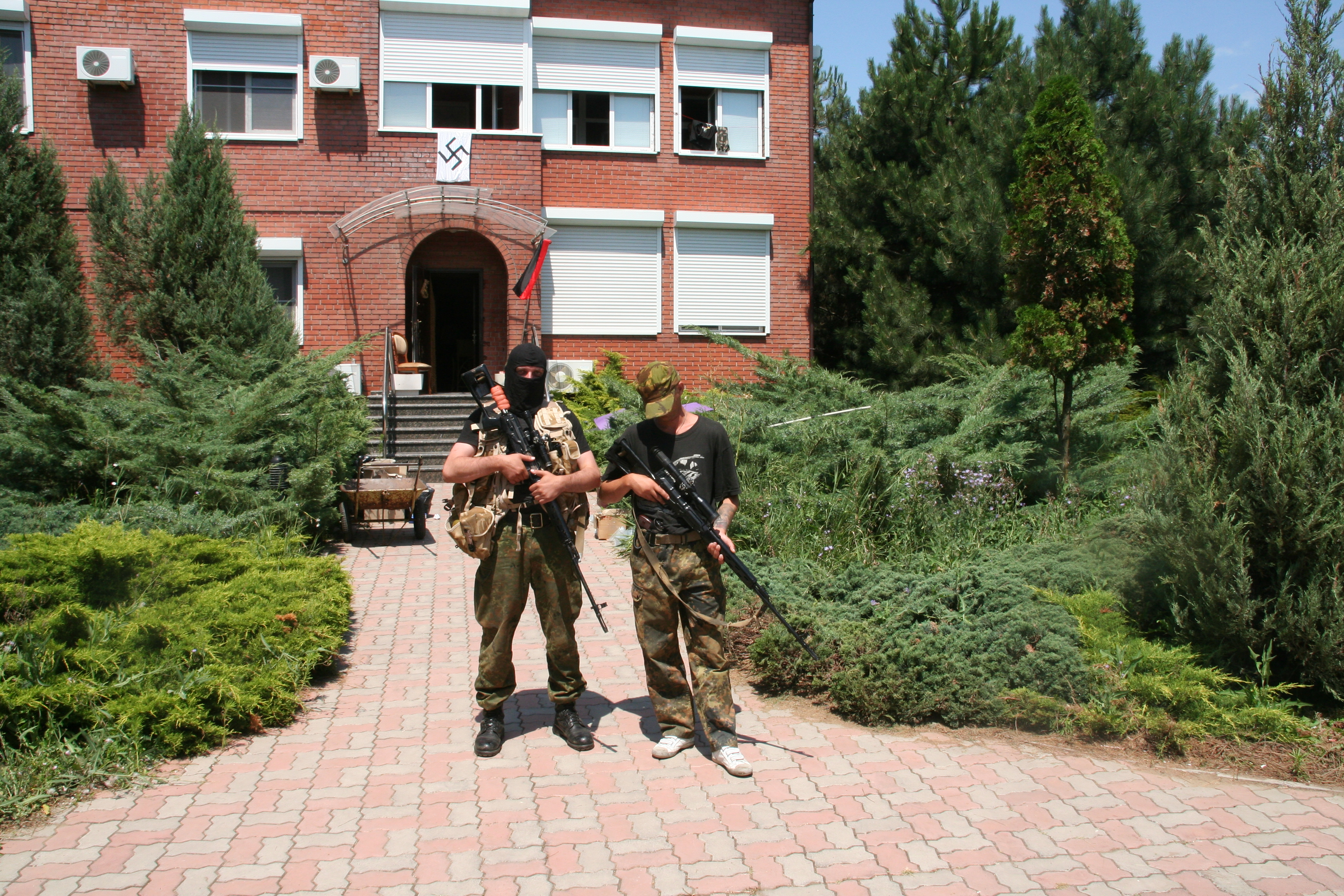
Dos soldados del Batallón Azov frente a un edificio con una esvástica y la bandera del UPA roja y negra en la base del Batallón en Urzuf, Mariúpol, julio de 2014.

Tras el comienzo de la invasión rusa de Ucrania en 2022, The Washington Post pintó una imagen de un grupo consciente de sus orígenes, y todavía con un comandante adherente de extrema derecha y algunos miembros extremistas, pero con muchos cambios desde sus orígenes. Muchos reclutas que se unen al regimiento son muy conscientes de su pasado y se unen por varias razones, incluida la reputación positiva de Azov para entrenar a nuevos reclutas. Si bien los elementos extremistas permanecen, está menos impulsado por la ideología que cuando se formó, y la principal motivación ahora es el patriotismo y la ira por las provocaciones rusas y el ataque a Ucrania. Viene gente de todo el mundo impulsada por la indignación contra Putin, y no por una ideología en particular. Michael Colborne escribió en 2022 que "no llamaría [al Movimiento Azov] explícitamente un movimiento neonazi", aunque "claramente hay neonazis dentro de sus filas".
En una línea similar, Andreas Umland dijo en 2022 que "en 2014 este batallón tenía antecedentes de extrema derecha, estos eran racistas de extrema derecha que fundaron el batallón", pero desde entonces se había "desideologizado" y se había convertido en una unidad de combate regular. Sus reclutas ahora se unen no por ideología sino porque "tiene la reputación de ser una unidad de combate particularmente dura", dijo Umland. Vyacheslav Likhachev, otro destacado experto en la extrema derecha, que escribe para un blog llamado La visión ucraniana, declaró en mayo de 2022 que no hay motivos para describir a Azov como una unidad neonazi y subrayó que "a finales de 2014, la mayoría de combatientes de extrema derecha abandonaron el regimiento. El resto de los radicales de derecha que articularon abiertamente sus puntos de vista fueron 'limpiados' deliberadamente por el nuevo comando del regimiento en 2017" y que varios miembros judíos (incluido un ciudadano israelí) están sirviendo actualmente en el regimiento.
En una entrevista con The Kyiv Independent, Ilya Samoilenko, un oficial de Azov, declaró que aunque reconocía el "pasado oscuro" del regimiento, él y otros miembros habían optado por dejar atrás el pasado cuando se integraron con el ejército ucraniano principal. De manera similar, en una entrevista con el periódico israelí Haaretz, el subcomandante de Azov, Svyatoslav Palamar, negó que el regimiento fuera una formación neonazi y dijo: "¿Qué es el nazismo? Cuando alguien piensa que una nación es superior a otra nación, cuando alguien piensa que tiene un derecho a invadir otro país y destruir a sus habitantes ... Creemos en la integridad territorial de nuestro país. Nunca hemos atacado a nadie, y no hemos querido hacerlo".
En abril de 2022, el historiador israelí y cazador de nazis Efraim Zuroff desestimó las afirmaciones de que las acusaciones contra el Regimiento Azov son parte de una desinformación rusa. Explicó en una entrevista con el Ottawa Citizen: "No es propaganda rusa, ni mucho menos. Estas personas son neonazis. Hay un elemento de ultraderecha en Ucrania y es absurdo ignorarlo".
En junio de 2022, Colborne le dijo a Haaretz que el batallón ha sufrido cambios a lo largo de los años. Después de los primeros años en que se fundó el batallón, solo una pequeña minoría tenía conexiones con la extrema derecha. Señaló que hoy en día, estos números son aún menores y el uso de símbolos neonazis entre sus miembros se ha reducido considerablemente.

### Conexión con el antisemitismo
El fundador del batallón, Andriy Biletsky, dijo en 2010 que la misión de la nación ucraniana es "liderar las razas blancas del mundo en una cruzada final ... contra los Untermensch dirigidos por los semitas". Según la iniciativa de Freedom House, Reportando el Radicalismo, dijo que Biletsky dejó de hacer declaraciones antisemitas después de febrero de 2014. Pero dijo que "el antisemitismo a veces se manifiesta a nivel local" de su partido político.
En 2016, Vaad, un organismo comunitario judío ucraniano que consta de varias organizaciones diferentes, apoyó el levantamiento de la prohibición estadounidense de financiar al Regimiento Azov. En representación de Vaad, el investigador de antisemitismo Vyacheslav Likhachev dijo a The Jerusalem Post: "Debe entenderse claramente; ahora no existe ningún tipo de 'milicia ucraniana neonazi'. Azov es una unidad militar regular subordinada al Ministerio del Interior. No es una división irregular ni un grupo político. Sus comandantes y combatientes pueden tener opiniones políticas personales como individuos, pero como unidad de policía armada, Azov es parte del sistema de las fuerzas de defensa de Ucrania".
Algunos judíos ucranianos apoyan y sirven en el Regimiento Azov. Un informe de la BBC de 2018 dio el ejemplo de uno de sus miembros más destacados, el cofundador Nathan Khazin, líder de la organización "cientos de judíos" fundada durante las protestas del Euromaidán de 2013 en Kiev. Khazin y sus partidarios en el regimiento a menudo exhiben la bandera del Ejército Insurgente Ucraniano con una estrella de David añadida. El multimillonario judío-ucraniano Íhor Kolomoiski fue la principal fuente de financiación de Azov antes de que se incorporara a la Guardia Nacional.
En 2022, en un comentario publicado por el Centro para las Libertades Civiles, el investigador de antisemitismo Vyacheslav Likhachev dijo que a pesar de la comunidad judía bastante grande de Mariúpol, no ha habido ningún incidente entre los miembros del Regimiento Azov y la comunidad judía desde 2014. La entrevista de junio de Colborne con Haaretz incluyó una mención de que el Batallón Azov y todo el movimiento Azov están casi completamente libres de antisemitismo. Dijo que no solo para Azov, sino para todos los movimientos de derecha en Ucrania, especialmente desde 2014, el antisemitismo ha perdido su importancia.

## Controversias internacionales

### Estados Unidos

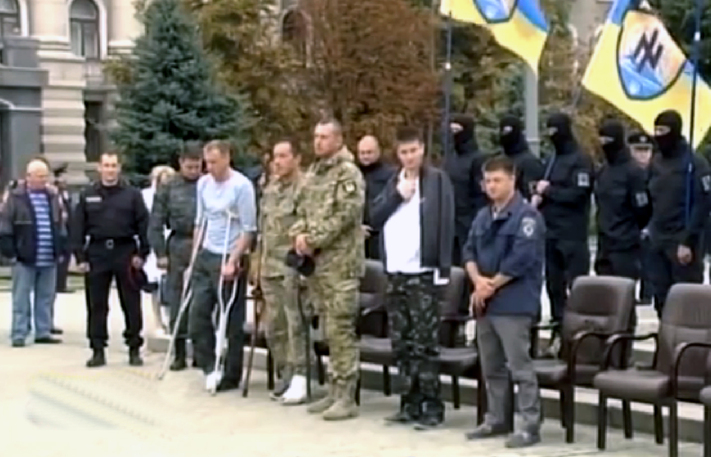
Guardia de honor del Batallón Azov durante una ceremonia oficial en honor a sus heridos y muertos, agosto de 2014.

En marzo de 2015, el Ministro del Interior de Ucrania, Arsén Avákov, anunció que el Regimiento Azov estaría entre las primeras unidades en ser entrenadas por las tropas del Ejército de los Estados Unidos en la misión de entrenamiento de la Operación Guardián Intrépido. Sin embargo, el entrenamiento de Estados Unidos se retiró el 12 de junio de 2015, cuando la Cámara de Representantes de los Estados Unidos aprobó una enmienda que bloquea cualquier ayuda (incluidas armas y entrenamiento) al regimiento debido a sus antecedentes neonazis. Sin embargo, la enmienda se eliminó más tarde en noviembre de 2015, con James Carden escribiendo en The Nation que un "funcionario familiarizado con el asunto" le dijo que el "Comité de Asignaciones de Defensa de la Cámara de Representantes fue presionado por el Pentágono para eliminar los Conyers- Yoho del texto del proyecto de ley". La decisión fue rechazada por el Centro Simon Wiesenthal, que afirmó que levantar la prohibición destacaba el peligro de distorsión del Holocausto en Ucrania, y por un parlamentario del Likud, pero apoyado por la comunidad judía de Ucrania.
En 2018, la Cámara de Representantes de los Estados Unidos volvió a aprobar una disposición que bloquea cualquier entrenamiento de los miembros de Azov por parte de las fuerzas estadounidenses, citando sus conexiones neonazis.
En octubre de 2019, miembros del Partido Demócrata de la Cámara de Representantes solicitaron que el Regimiento Azov y otros dos grupos de extrema derecha fueran clasificados como Organización Terrorista Extranjera por el Departamento de Estado de los Estados Unidos, citando actos recientes de violencia de derecha como el tiroteo en la mezquita de Christchurch a principios de ese año. La solicitud provocó protestas de los partidarios de Azov en Ucrania. Finalmente, el regimiento no fue incluido en la lista de organizaciones terroristas extranjeras. En junio de 2022, el representante Jason Crow, quien firmó la carta de 2019, le dijo a The Wall Street Journal que "no estaba al tanto de ninguna información que actualmente mostrara una conexión directa [de los combatientes de Azov] con el extremismo ahora", y agregó "estoy sensible al hecho de que el pasado no es necesariamente un prólogo aquí, que los grupos pueden cambiar y evolucionar y que la guerra podría haber cambiado a la organización".
A principios de 2022, durante la invasión rusa de Ucrania, Estados Unidos continuó prohibiendo oficialmente el apoyo armamentístico a Azov a través de la Ley de Asignaciones Consolidadas Anuales de 2022 siguiendo la disposición de 2018. Sin embargo, destacados legisladores, cuando se les presionó sobre el seguimiento de esta regla, declararon que "nuestro principal objetivo es ayudar a los ucranianos en su defensa", según el senador Richard Blumenthal del Comité de Servicios Armados del Senado de los Estados Unidos.

### Canadá
En junio de 2015, el ministro de defensa canadiense declaró que las fuerzas canadienses no proporcionarían entrenamiento ni apoyo al Regimiento Azov.
Cada vez hay más pruebas de que Canadá ayudó a entrenar a miembros de Centuria (un grupo de oficiales militares de extrema derecha, vinculado al movimiento y regimiento Azov). Esto fue durante la Operación UNIFIER, un proyecto de $890 millones para entrenar a las Fuerzas Armadas de Ucrania. En 2021, un informe de la Universidad George Washington descubrió que los extremistas de este grupo se jactaban de haber sido entrenados por las fuerzas canadienses. Además, una investigación de Ottawa Citizen descubrió que los funcionarios canadienses se reunieron con líderes del Batallón Azov en 2018 y que los funcionarios canadienses no denunciaron las creencias neonazis de la unidad. Los funcionarios canadienses estaban más preocupados de que los medios expusieran la reunión. Los oficiales y diplomáticos canadienses fueron fotografiados con oficiales del batallón, lo que posteriormente Azov utilizó como propaganda. CTV News encontró evidencia en la cuenta de las redes sociales de un líder de Azov de los miembros de la unidad entrenando con instructores canadienses en 2019. El ejército canadiense ha negado tener conocimiento de que las fuerzas canadienses entrenaron a los extremistas.

### Israel
En 2018, más de 40 activistas de derechos humanos israelíes firmaron una petición para detener la venta de armas a Ucrania, diciendo que había evidencia de que algunas de estas armas podrían terminar en manos de las fuerzas que, según los activistas, defienden abiertamente una ideología neonazi, como la milicia de Azov. En 2022, The Jerusalem Post expresó su preocupación por el pequeño misil antiblindaje MATADOR, coproducido por Israel, que se muestra en videos disparados por un combatiente de lo que caracterizó como "el batallón neonazi Azov".

### Grecia
En abril de 2022, se produjo una controversia en Grecia cuando el presidente de Ucrania, Volodímir Zelenski, apareció con un soldado del Regimiento Azov a través de un enlace de video para dirigirse al Consejo de los Helenos. Supuestamente, este soldado había sido elegido para hablar sobre la destrucción de Mariúpol debido a su etnia griega y su conocimiento del idioma. La aparición provocó la indignación de los partidos de oposición SYRIZA y KINAL y fue calificada de "provocación" debido a la asociación del Regimiento Azov con el neonazismo. Giannis Oikonomou, portavoz del gobierno griego, dijo que la inclusión del mensaje del Regimiento Azov era "incorrecta e inapropiada", pero criticó a SYRIZA por usar el incidente para obtener ganancias políticas.

## Visión rusa

### Antes de 2022
El regimiento, junto con otros grupos similares, ha sido central en la narrativa de Rusia de que existe una influencia nazi que impregna Ucrania, lo que justifica la intervención de las fuerzas armadas rusas en un esfuerzo por "desnazificarla". La unidad es señalada regularmente por Rusia como prueba de que las fuerzas armadas ucranianas están plagadas de neonazismo. Esta narrativa ha sido parte de la propaganda rusa desde la anexión de Crimea en 2014, según la académica rusa Izabella Tabarovsky del Centro Wilson, quien dijo que "ha habido una intensa campaña de demonización, una cierta resonancia para los principales partidarios de Putin en Rusia" porque "hay una memoria histórica nacional formada en torno a la Segunda Guerra Mundial y la victoria sobre los nazis. Es una parte importante de la identidad nacional [rusa]".
Durante los primeros días de la guerra del Dombás, principalmente en 2015-2017, Azov apareció en varios videos fabricados por Rusia y grupos vinculados a Rusia. Poco antes del referéndum en los Países Bajos sobre el Acuerdo de Asociación entre Ucrania y la Unión Europea, apareció un video de combatientes supuestamente de Azov. En él, los combatientes quemaron una bandera holandesa y amenazaron con ataques terroristas si fracasaba el referéndum. Dijeron: "Te encontraremos en todas partes: en el cine, en el trabajo, en tu habitación, en el transporte público, tenemos a nuestros muchachos en los Países Bajos, listos para seguir cualquier orden". El video, según una investigación de Bellingcat, fue producido y distribuido por la Agencia de Investigación de Internet y se difundió viralmente antes de ser publicado por el grupo que patrocinó el referéndum. En otro caso, CyberBerkut, que se presentaba a sí mismo como ucranianos descontentos pero que luego se vinculó al GRU, filtró un video inventado que mostraba a soldados de ISIS que supuestamente luchaban en Azov. Según el Laboratorio de Investigación Forense Digital del Atlantic Council, esto formaba parte de una narrativa más amplia que rodeaba a los soldados musulmanes en varias de las Fuerzas Armadas de Ucrania, sobre todo los tártaros de Crimea. En otro video, una continuación de la serie de videos de niños crucificados de propaganda de atrocidades, actuando como "castigadores", los miembros de Azov supuestamente crucifican y queman a un separatista. Algunos de estos resurgieron resurgieron en redes sociales tras la invasión de 2022.
Durante la guerra del Dombás, la unidad fue representada con una composición similar a la unidad en el período 2014-2015, a pesar de que los observadores internacionales en el Dombás y otras personas dijeron lo contrario. Especialmente en partes de Europa central y oriental, esto se potenció con imágenes manipuladas en las redes sociales y la aparición de propaganda a favor del Kremlin que reflejaba el lenguaje peyorativo utilizado en los medios rusos que presentaban a Ucrania como un agresor fascista contra una minoría rusa. Además, se atribuyó a Azov como responsable de una parte importante de las muertes de civiles en el Dombás.

### Invasión de 2022
Al justificar la invasión de Ucrania en 2022 por parte de Rusia, continuó la narrativa orientada en torno al neonazismo ucraniano, y el Regimiento Azov también jugó un papel central con el pretexto de "desnazificar" Ucrania, y los medios rusos afirmaron su abrumadora presencia e influencia dentro de Ucrania para pintar una imagen de todo el gobierno y el ejército de Ucrania bajo el control nazi. Además, otra de las justificaciones alegadas por Rusia para su invasión fue que los miembros del Regimiento Azov en Mariúpol fueron responsables de crímenes de guerra. El portavoz jefe Ígor Konashénkov del Ministerio de Defensa de Rusia afirmó: "Fueron estos nazis del Batallón Azov los que habían estado exterminando a la población civil en las repúblicas de Donetsk y Lugansk, deliberadamente y con una crueldad excepcional, durante ocho años".
Azov también ha aparecido en las redes sociales y medios de comunicación chinos de manera similar a los medios rusos. Las conexiones de Azov con el neonazismo a menudo se representan como indicativas de las opiniones mayoritarias de la sociedad ucraniana a pesar de que el Regimiento de Azov es un grupo pequeño. Después de que comenzara la guerra, los medios chinos intentaron vincular imágenes de algunos veteranos de Azov en las protestas de Hong Kong de 2019-2020 como prueba de que Estados Unidos estaba financiando a miembros de Azov para que asistieran a mítines y sembraran la discordia. Según el investigador del radicalismo Vyacheslav Likhachev, se trataba de personas que participaban como parte del grupo "Honor", al que ya no se considera de extrema derecha.
Durante el sitio de Mariúpol, Rusia fue acusada de utilizar la presencia de Azov en la batalla como justificación de sus crímenes de guerra. El ministro de Relaciones Exteriores de Rusia, Serguéi Lavrov, justificó el ataque aéreo al hospital de Mariúpol alegando que Azov estaba usando el hospital como base y había desalojado previamente a los pacientes y al personal. El 16 de marzo, el Teatro Dramático Regional Académico de Donetsk, que albergaba a casi 1 300 civiles, fue atacado y destruido en gran parte por un ataque aéreo. Rusia negó los bombardeos y afirmó que el Regimiento Azov tomó a civiles como rehenes dentro del edificio y bombardeó el teatro ellos mismos para incriminar a Rusia. Esto fue fuertemente cuestionado por Pavlo Kyrylenko, jefe de la administración de la región de Donetsk, quien afirmó que "los rusos ya están mintiendo, [diciendo] que el cuartel general del Regimiento Azov estaba allí. Pero ellos mismos saben muy bien que solo había civiles". Debido a la mayor prevalencia de los sitios web de verificación de hechos, Rusia, en contra de la desinformación, utilizó sitios web de verificación de hechos falsos para contrarrestar las narrativas comunes en Occidente. Por ejemplo, en el caso del atentado con bomba en el teatro Mariúpol, el Ministerio de Relaciones Exteriores de Rusia comenzó a promover a un sitio que declaraba falsas las imágenes, los videos y las noticias extranjeras que lo atribuían a un ataque aéreo ruso y, en su lugar, se utilizó el sitio para agregar credibilidad a la narrativa que Azov había explotado el edificio.
Después del descubrimiento de la masacre de Bucha tras el final de la Batalla de Kiev, Rusia y los medios rusos ofrecieron múltiples explicaciones contradictorias, en un enfoque que los expertos en desinformación denominaron "enfoque disperso". En una de estas narrativas, los medios rusos afirmaron que personas asociadas con Azov y/o combatientes de Azov mataron a cualquiera que no llevara una cinta azul pro-ucraniana después de que se fueran las tropas rusas. Los medios internacionales han refutado esta línea de tiempo utilizando otras pruebas. La unidad de defensa territorial Azov-Kiev había estado únicamente en el área de Kiev, según Maksym Zhorin.
En una publicación del 20 de abril de 2022, el periodista ruso Dmitry Olshansky escribió en su página de Telegram, Комиссар Исчезает (El comisario desaparece), que tras la ocupación rusa de Mariúpol, los líderes de Azov, como Prokopenko, deberían ser ejecutados públicamente y sus cuerpos deberían ser colgados y abandonados "como un recordatorio de quién está a cargo".
La Corte Suprema de Rusia programó una audiencia para el 29 de junio de 2022, sobre si clasificar o no al Regimiento Azov como organización terrorista, que posteriormente se reprogramó para el 2 de agosto de 2022. El 2 de agosto, la Corte Suprema declaró al regimiento como organización terrorista. Esto permite que se impongan penas más severas a los miembros del Regimiento Azov. Los miembros enfrentan hasta 10 años de prisión, mientras que los líderes enfrentan hasta 20 años.